# Перша світова війна
Пе́рша світова́ війна́ — світова війна, глобальний збройний конфлікт, що розвивався, перш за все, в Європі з 28 липня 1914 до 11 листопада 1918 року, в якому брали участь 38 держав із населенням 1,5 млрд мешканців. У той час відома як Велика війна (англ. The Great War, фр. La Grande guerre) або «Війна, щоб завершити всі війни», вона призвела до мобілізації понад 70 мільйонів військовослужбовців, зокрема 60 мільйонів європейців, що робить її однією з найбільших війн в історії, а також — одним із найсмертоносніших конфліктів в історії, в якому, за оцінками істориків, загинуло до 8,5 мільйона військових і 13 мільйонів цивільних. Низка геноцидів, які були наслідками війни, та пов'язана з нею пандемія іспанського грипу 1918 року додатково спричинили багато мільйонів смертей у всьому світі. Конфлікт мав вирішальний вплив на історію людства першої половини XX століття.
28 червня 1914 року Гаврило Принцип, боснійський серб, який був югославським націоналістом і членом сербського військового товариства «Чорна Рука», вбив австро-угорського спадкоємця ерцгерцога Франца Фердинанда в Сараєво, що призвело до липневої кризи. У відповідь Австро-Угорщина висунула Сербії ультиматум 23 липня. Відповідь Сербії не задовольнила австрійців, і вони вдалися до військових дій. Мережа взаємопов'язаних альянсів розширила й поглибила кризу, перетворивши локальну суперечку між двома балканськими країнами на велику міжнародну кризу, до якої втягнулася більшість країн Європи.
До липня 1914 року великі держави Європи були розділені на дві коаліції: Троїсту Антанту, що складалася з Франції, Росії та Великої Британії; і попередньо створений Троїстий союз Німеччини, Австро-Угорщини та Італії. Троїстий союз мав лише оборонний характер, що давало Італії змогу залишатися поза війною до укладення Лондонської угоди 26 квітня 1915 року, коли вона приєдналася до союзних держав після погіршення її відносин з Австро-Угорщиною.
Російська імперія вважала за необхідне підтримати Сербію і схвалила часткову мобілізацію після того, як Австро-Угорщина 28 липня 1914 року обстріляла артилерією сербську столицю Белград, розташовану за кілька кілометрів від кордону. Увечері 30 липня оголосили повну російську мобілізацію; наступного дня Австро-Угорщина та Німеччина зробили те ж саме. Водночас Німеччина вимагала від Росії демобілізації протягом дванадцяти годин. Після невиконання Росією цієї вимоги, 1 серпня 1914 року, Німеччина оголосила Російській імперії війну, проголосивши тим самим підтримку Австро-Угорщині, яка пішла за прикладом союзника 6 серпня 1914 року. Франція розпочала повну мобілізацію на підтримку Російської імперії 2 серпня 1914 року.
Врешті-решт, Перша світова війна призвела до розколу європейського континенту на два великих союзи — суперники:
- союзні держави, до складу яких передусім увійдуть Сполучене Королівство Великої Британії та Ірландії, США, Франція, Російська імперія, Італія, Японія, Португалія, Греція, Сербія і Чорногорія;
- Центральні держави, до складу яких, перш за все, увійдуть Німецька імперія, Австро-Угорська імперія, Османська імперія та Болгарія.

Стратегія Німеччини щодо війни на два фронти проти Французької республіки та Російської імперії полягала в тому, аби швидко зосередити основну частину своєї армії на Заході, і розгромити Францію протягом 6 тижнів, а потім перекинути сили на Схід до того, як Росія зможе повністю мобілізуватися; згодом, даний план став відомий, як план Шліффена. 2 серпня Німеччина почала вимагати від Бельгії вільного проходу її територією, що було важливою складовою для досягнення швидкої перемоги над Францією. Після того, як їй у цьому відмовили, німецькі війська вторглися в Бельгію 3 серпня і того ж дня оголошено війну Франції; бельгійський уряд посилався на Лондонський договір 1839 року і, дотримуючись власних зобов'язань за цим договором, Велика Британія оголосила війну Німеччині 4 серпня. 12 серпня Англія та Франція також оголосили війну Австро-Угорщині; 23 серпня Японія стала на бік Великої Британії, захопивши німецькі володіння в Китаї та на Тихому океані. У листопаді 1914 року, Османська імперія вступила у війну на боці Австро-Угорщини та Німеччини, відкривши фронти на Кавказі, в Месопотамії та на Синайському півострові. Війна велась на теренах колоніальних володінь імперій кожної держави (і тим самим залучала їх до війни), розповсюджуючи конфлікт на Африку та по всьому світу.
Просування Німеччини на землі Франції зупинили в битві на Марні, і наприкінці 1914 року Західний фронт почав війну на виснаження, відзначену довгою серією окопних ліній, які мало змінилися до 1917 року (навпаки, Східний фронт, відзначався значно більшими обмінами територій). У 1915 році Італія приєдналася до союзних держав і відкрила фронт в Альпах. Болгарія приєдналася до Центральних держав 1915 року, а Греція приєдналася до союзників у 1917 році, розширюючи Балканський театр війни. Сполучені Штати спочатку залишалися нейтральними, хоча навіть перебуваючи нейтральними, вони стали важливим постачальником військової техніки для союзників. Зрештою, після затоплення американських торгових суден німецькими підводними човнами, заяви Німеччини про те, що її флот відновить необмежені атаки на нейтральне судноплавство, і відкриття розвідкою інформацію про те, що Німеччина намагається підбурити Мексику до війни проти Сполучених Штатів, США оголосили війну Німеччині 6 квітня 1917 року. Підготовлені американські сили не прибували на фронт у великій кількості до середини 1918 року, але зрештою сягнули близько двох мільйонів військових.
Хоча Сербія зазнала поразки 1915 року, а Румунія приєдналася до союзних держав 1916-го, але зазнала поразки в 1917 році, жодна з великих держав офіційно не вийшла з війни до 1918 року. Лютнева революція 1917 року в Царській Росії призвела до заміни монархії Тимчасовим урядом, який згодом також усунули від влади та створили Радянську Соціалістичну Республіку, що уклала з Центральними державами Брест-Литовський мирний договір у березні 1918 року, припинивши участь Російської імперії у війні. На той час, Німеччина отримала можливість перекинути значну кількість військ на Західний фронт. Використовуючи нову тактику, німецький березневий наступ 1918 року спочатку був успішним. Союзники відступили й утрималися від контратак. Останні німецькі резерви були вичерпані, оскільки щодня прибувало 10 000 свіжих американських військових. Союзники відкинули німців у стоденному наступі, безперервними серіями атак, на які німці не мали протидії. Одна за одною з війни вийшли Центральні держави: спочатку Болгарія (29 вересня), потім Османська імперія (31 жовтня) і Австро-Угорська імперія (3 листопада). З поразкою своїх союзників, революцією вдома, і небажанням військових воювати, кайзер Вільгельм зрікся престолу 9 листопада, після чого Німеччина підписала Комп'єнське перемир'я 11 листопада 1918 року, закінчивши війну.
Перша світова війна стала значним поворотом у політичному, культурному, економічному та соціальному кліматі світу. Війна та її безпосередні наслідки призвела до численних революцій та повстань. Велика четвірка (Велика Британія, Франція, Сполучені Штати та Італія) нав'язала свої умови переможеним державам у серії договорів, узгоджених на Паризькій мирній конференції 1919 року, найбільш відомим з яких був Версальський договір з Німеччиною. Зрештою, внаслідок війни Австро-Угорська, Німецька, Османська та Російська імперії припинили своє існування, а з їх залишків утворилися численні нові держави, серед яких Чехословацька Республіка, Естонія, Фінляндія, Латвія, Литва, Польська Республіка та Королівство Сербів, Хорватів і Словенців. Німеччина втратила власні колоніальні території. Велика ціна ведення війни також утворила підґрунтя для розпаду Британської Імперії. Однак, попри остаточну перемогу союзників і створення Ліги Націй під час мирної конференції покликаної запобігти майбутнім війнам, Друга світова війна вже розпочалася трохи більше ніж за двадцять років потому.

## Причини
- Нерівномірний розвиток європейських країн і, як наслідок, загострення суперечностей між ними

Велика Британія і Французька республіка в силу різних причин (раннього закінчення феодальної централізації країн, розвитку капіталізму, захоплення величезних колоній) певний час залишалися на перших місцях у Європі за рівнем економічного і політичного розвитку, але після постання на карті нової держави — Німецької імперії, яка хотіла здобути собі «місце під сонцем» — почалася боротьба за першість у Європі. На початок ХХ століття Французька республіка і Велика Британія почали відставати в темпах розвитку від Німецької імперії, якій не вистачало «життєвого простору» — вона вимагала переділу кордонів і колоній.
- Відсутність механізму вирішення проблем дипломатичним шляхом

На початок ХХ століття ефективного плану дій для запобігання військовим конфліктам не було — всі надії покладалися на воєнну міць і потугу держави.
- Мілітаризація

З початку існування Німецька імперія почала дії державних органів у сфері економіки, політики та соціуму, спрямовані на нарощування військової потужності держави. На початку ХХ століття цю ж практику почали застосовувати всі великі держави Європи.
- Перегони озброєнь

Військово-морські перегони між Великою Британією й Німецькою імперією посилилися 1906 року, коли до ладу став британський лінкор «HMS Dreadnought»; його конструкція була революційною й робила всі попередні лінійні кораблі застарілими. Велика Британія також підтримувала значну перевагу в інших військово-морських галузях, особливо над Німецькою імперією та Королівством Італія. Пол Кеннеді вказує, що обидві нації вірили у тезу Альфреда Тейєра Мехена «Стратегія повеління морем» як життєво важливу для великого статусу нації. Досвід морського рейдерства показав хибність цієї тези. Девід Стівінсон описав перегони озброєнь, як «цикл укріплення підвищеної воєнної готовності». Девід Геррманн вбачав конкуренцію у суднобудуванні як частину загального руху в напрямку війни. Ніл Фергюсон, все ж таки, стверджував, що змога британців підтримувати повне лідерство показує, що це не було основним фактором у конфлікті, який наближався. Також слід відзначити, що вартість перегонів озброєнь однаково відчували і в Великій Британії, і в Німецькій імперії. Загальні витрати на озброєння шести великих держав (Великої Британії, Німецької імперії, Французької республіки, Російської імперії, Австро-Угорської імперії та Королівства Італія) між 1908 і 1913 роками збільшились на 50 %.
- Створення провідними державами експансіоністських військових планів у разі початку війни
  - Німецький план Шліффена передбачав напад на Французьку республіку через нейтральну Бельгію і захоплення Парижа в найкоротші терміни, а потім перенаправлення основних військ на схід для війни з Російською імперією.
  - Французький План XVII передбачав завдання швидкого удару в індустріальний центр Німецької імперії — Рурську долину. Це завдало б значної шкоди можливостям Німеччини продовжувати війну надалі.
  - Російський План XIX передбачав мобілізацію її армій і проти Австро-Угорської імперії (План «А»), і проти Німецької імперії.

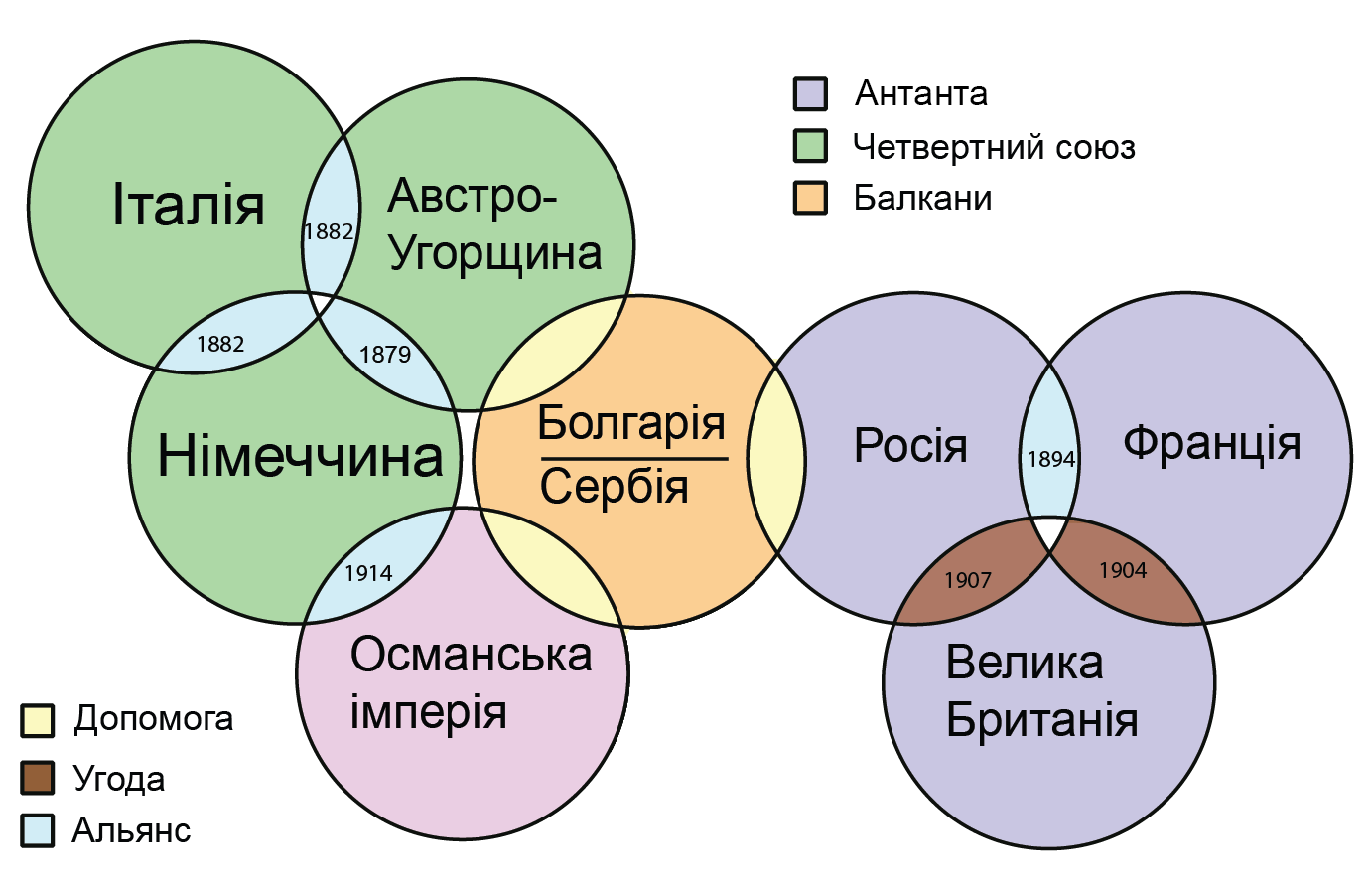
Діаграма, що дає уявлення про міжнародні відносини країн Європи перед Першою світовою війною.

- Створення військово-політичних блоків

Однією з цілей зовнішньої політики Великих держав у довоєнні роки, була підтримка балансу сил в Європі. Це розвинулось у складну схему таємних та загальновідомих союзів і договорів, які потім перетворилися на військово-політичні блоки — Антанту і Троїстий союз. Противага між ними стала каталізатором початку війни.
- Завершення територіального переділу світу і конфлікти за розподіл сфер впливу

На початок ХХ століття весь світ був розподілений між великими колоніальними державами — Великою Британією і Французькою республікою. Німецька імперія, яка вступила в боротьбу за колонії пізніше за інших, не погоджувалася з таким станом справ. Це призводило до спроб нового переділу територій і сфер впливу.

### Торговельні бар'єри
Корделл Голл, держсекретар при Франкліні Рузвельті, через декілька років після Першої світової війни сказав, що торговельні бар'єри були першопричиною і Першої, і Другої світових воєн. Приблизно у 1943—1944 роках, він спроєктував Бретон-Вудські домовленості, для зменшення торговельних бар'єрів та усунення того, що він вважав причиною конфліктів.

### Поєднання етнічного й політичного протистояння
Балканську війну між Австро-Угорською імперією й Королівством Сербія вважали неминучою, оскільки вплив Австро-Угорщини зменшувався і панслов'янський рух зростав. Підвищення етнічного націоналізму збіглося зі зростанням Королівства Сербія, де антиавстрійсько-угорські настрої були, мабуть, найпалкішими. 1878 року Австро-Угорська імперія окупувала Боснію і Герцеговину, колишню оттоманську провінцію, яка мала велике сербське населення, і яку вона формально анексувала 1908 року. Зростання національної свідомості також збіглося з занепадом Османської імперії. Російська імперія підтримувала сербський рух, що обумовлено її особистими інтересами (та мабуть здійснене і не без її ініціативи), а також конкуренцією з Австро-Угорською імперією, яка почалася ще в часи Кримської війни, але недавні події, такі як невдала російсько-австро-угорська угода та столітня мрія про незамерзаючий морський порт, також заохочували Санкт-Петербург.

Етнолінгвістична карта Австро-Угорщини, 1910 рік. Боснія і Герцеговина була анексована 1908 року.

Російська імперія також хотіла скористатися можливістю, щоби знищити останнє, потужне гніздо українського національного руху в Галичині, що загрожувало її великодержавним, імперіалістичним планам і цілості «російської» імперії. Антиукраїнська російська преса сповідувала думку, що Російська імперія до того часу не ліквідує у себе українського сепаратизму та мазепинської небезпеки, доки поза кордонами існуватиме джерело української ідеї, яке дедалі живитиме національний спротив українців у «імперії» та загрожуватиме планам російського шовінізму.
Лідер російських більшовиків Ленін писав:

Царат веде війну для захоплення Галичини і остаточного придушення свободи українців.
Оригінальний текст (рос.)
Царизм ведет войну для захвата Галиции и окончательного придушения свободы украинцев.

Київський імперський, на той час, орган, так званий «Кієвлянін» писав у листопаді 1911 р.:

| «Український рух є для Росії більш небезпечний, ніж усі інші національні рухи, взяті разом... Мазепинське питання б'є Росію в саму основу її великодержавности. Мазепинський рух намагається зруйнувати національну, культурну, політичну єдність русского народу, намагається зруйнувати великодержавність Росії. От де наша найбільша небезпека. Мазепинський рух росте. Мазепинство з своєї галицької бази розлазиться по цілій південній Росії. В Галичині готується небезпечний антирусский осередок, полум'я якого може перекинутись по всій Малоросії ...» |

## Привід

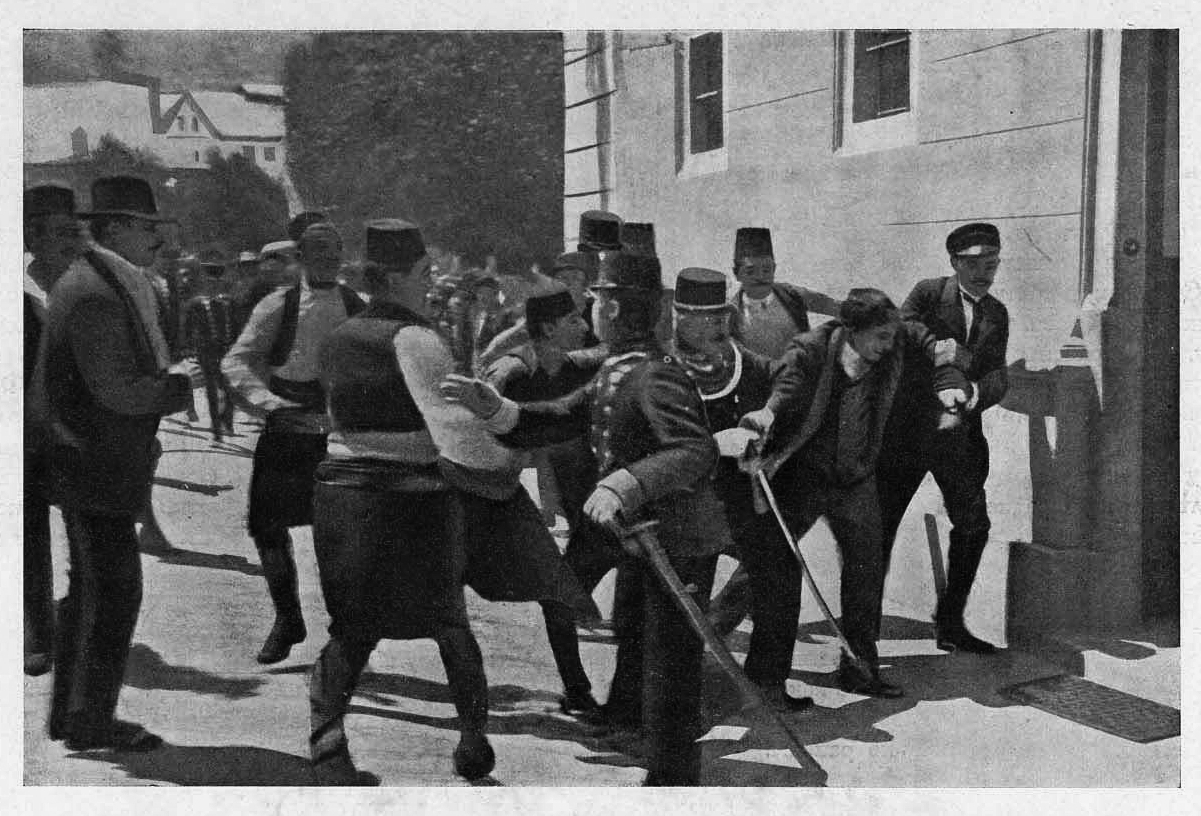
Затримання Гаврила Принципа у Сараєві

28 червня 1914 року в Сараєві сербський студент Гаврило Принцип убив ерцгерцога Франца Фердинанда, спадкоємця австро-угорського престолу. Студент був членом організації «Млада Босна», метою якої було об'єднання усіх південних слов'ян та визнання їхньої незалежності від Австро-Угорської імперії. Сараєвське вбивство спричинило кілька стрімких подій, які переросли в повномасштабну війну. 23 липня Австро-Угорська імперія висунула звинувачення, що за вбивством стоять сербські діячі й зажадала від Королівства Сербія, щоби та покарала причетних до скоєного й допустила австро-угорську поліцію на свою територію. Того ж дня Сербія оголосила мобілізацію і повідомила, що погоджується на умови австрійського ультиматуму лише частково. 26 липня Австро-Угорська імперія оголосила мобілізацію та підвела війська до кордону з Королівством Сербія. 28 липня Австро-Угорська імперія, у зв'язку з невиконанням умов ультиматуму, оголосила Королівству Сербія війну. Головні європейські країни потрапили в стан війни протягом декількох тижнів через схему договорів колективної оборони і складний характер міжнародних союзів. Хоча вбивство й було подією, яка формально спричинила початок війни, воно було лише останнім чинником у довгій послідовності причин і подій, які призвели нації Європи до війни між собою.

## Липнева криза та оголошення війни

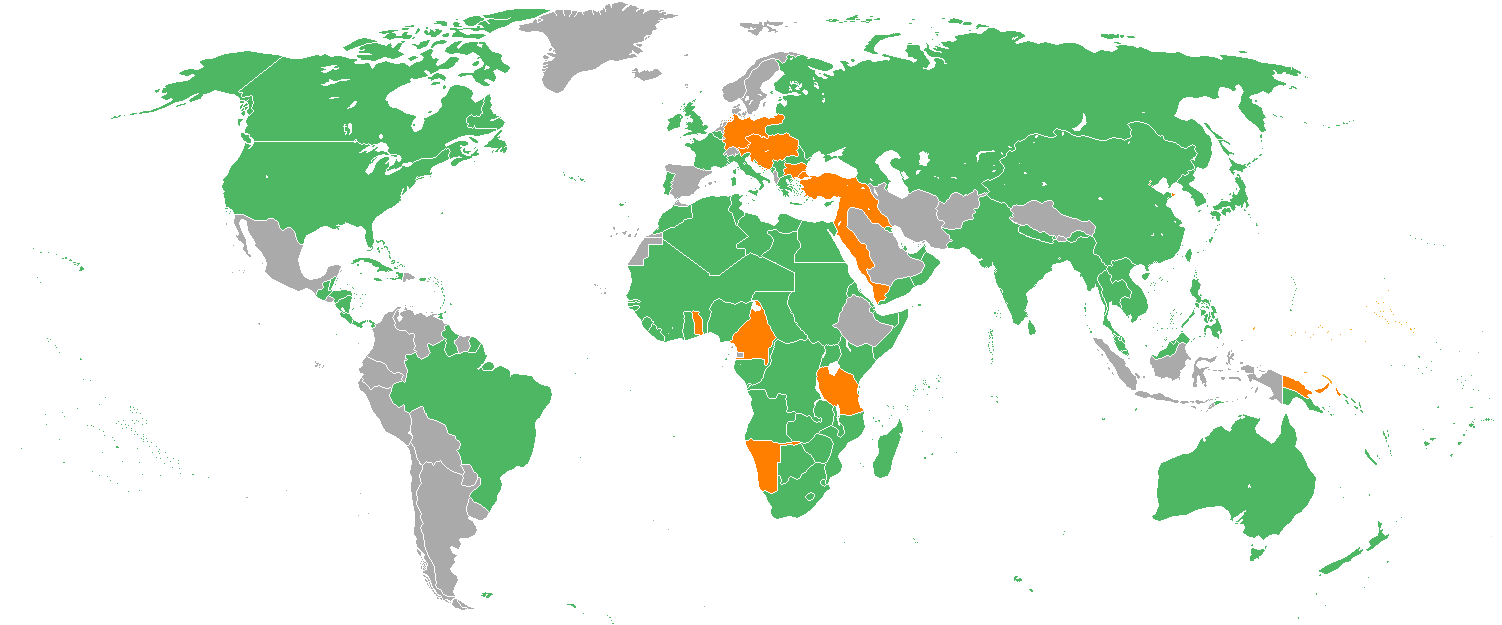
Перша світова війна, держави-учасниці: зелене Антанта та їх союзники; коричневе Центральні держави; сіре Нейтральні

Після вбивства ерцгерцога Франца Фердинанда Австро-Угорська імперія використала це як привід, щоби вирішити сербське питання; Німеччина підтримала її дії. 23 липня був виставлений ультиматум Королівству Сербія з настільки різкими вимогами, що його відкинули. Серби, спираючись на підтримку Російської імперії, розпочали мобілізацію. 28 липня Австро-Угорська імперія оголосила війну. Спочатку Російська імперія планувала часткову мобілізацію, спрямовану на австро-угорський кордон. 31 липня, після того, як російський Генеральний штаб повідомив імператору, що часткова мобілізація неможлива з погляду логістики, розпочалася повна мобілізація. План Шліффена, який ґрунтувався на швидкому розгромі Французької республіки, не передбачав безперешкодної мобілізації громадян Царської Росії.
Таким чином, 1 серпня німці оголосили війну Російській імперії і через два дні — Французькій республіці. Потім Німецька імперія порушила нейтралітет Бельгії своєю атакою через неї на Париж, що призвело до вступу у війну Британської імперії. Після цього, п'ять із шести європейських Великих держав перебували в найбільшому континентальному європейському конфлікті від часів Наполеонівських воєн.
Стратегія Німеччини у війні на два фронти проти Франції і Царської Росії полягала в тому, щоби швидко зосередити основну частину власної армії на Заході та перемогти Францію протягом 6 тижнів, а потім перекинути сили на схід до того, як Царська Росія зможе повністю мобілізуватися. 2 серпня Німеччина зажадала вільного проходу крізь Бельгію, що було важливою передумовою у досягненні швидкої перемоги над Францією. Коли в цьому відмовили, німецькі війська 3 серпня вторглися в Бельгію і в той же день оголосили війну Франції; бельгійський уряд послався на Лондонський договір 1839 року, і 4 серпня відповідно до своїх зобов'язань за цим договором, Велика Британія оголосила війну Німеччині. 12 серпня Англія і Франція також оголосили війну Австро-Угорщині; 23 серпня Японія стала на бік Англії, захопивши німецькі володіння в Китаї і на Тихому океані.

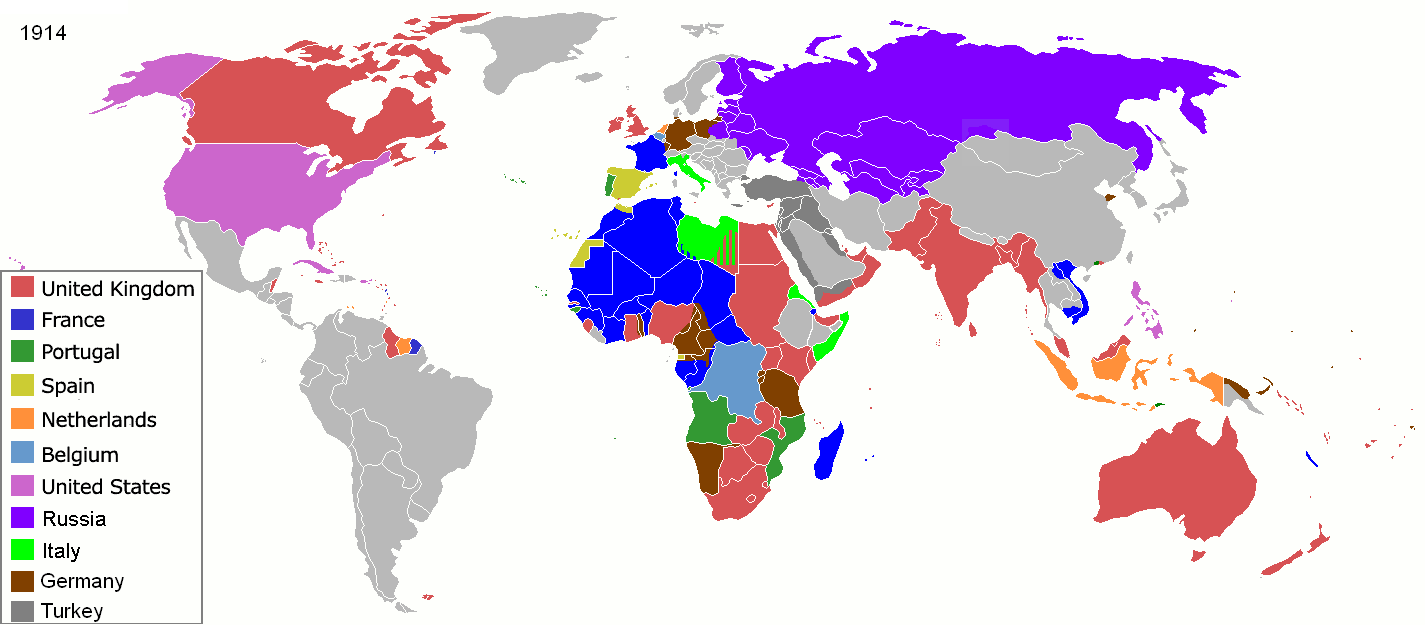
Колоніальні імперії 1914 року

У листопаді 1914 року, Османська імперія вступила у війну на боці Австро-Угорщини і Німеччини, відкривши фронти на Кавказі, в Месопотамії і на Синайському півострові. Війна велася в кожній державі колоніальних імперій, поширивши конфлікт на Африку і загалом по всьому світу. Антанта і її союзники згодом стали називатися Союзними державами, а угруповання Австро-Угорщини, Німеччини та їх союзників, стало відоме як Центральні держави.
Німецький наступ до Франції зупинили в Битві на Марні, і до кінця 1914 року Західний фронт перетворився у війну на виснаження, позначену довгою вервечкою траншей, розташування яких мало змінилося до 1917 року (Східний фронт, навпаки, був відзначений набагато більшим обміном територій). 1915 року, Італія приєдналася до Союзних держав і відкрила фронт в Альпах. Болгарія приєдналася до Центральних держав 1915 року, а Греція приєдналася до Союзників 1917 року, розширивши війну на Балканах. Сполучені Штати спочатку залишалися нейтральними, хоча, навіть бувши не залученими до війни, вони стали важливим постачальником військової техніки для Союзників. Зрештою, після того, як німецькі підводні човни потопили американські торгові судна, після заяви Німеччини про те, що її військово-морський флот відновить необмежені атаки на нейтральні судна, а також по тому, як Німеччина намагалася підштовхнути Мексику до розв'язування війни проти Сполучених Штатів, США оголосили війну Німеччині, 6 квітня 1917 року. Навчені американські війська не почали прибувати на фронт у великих кількостях до середини 1918 року, але врешті-решт, американські експедиційні сили згодом досягли кількості близько двох мільйонів осіб.

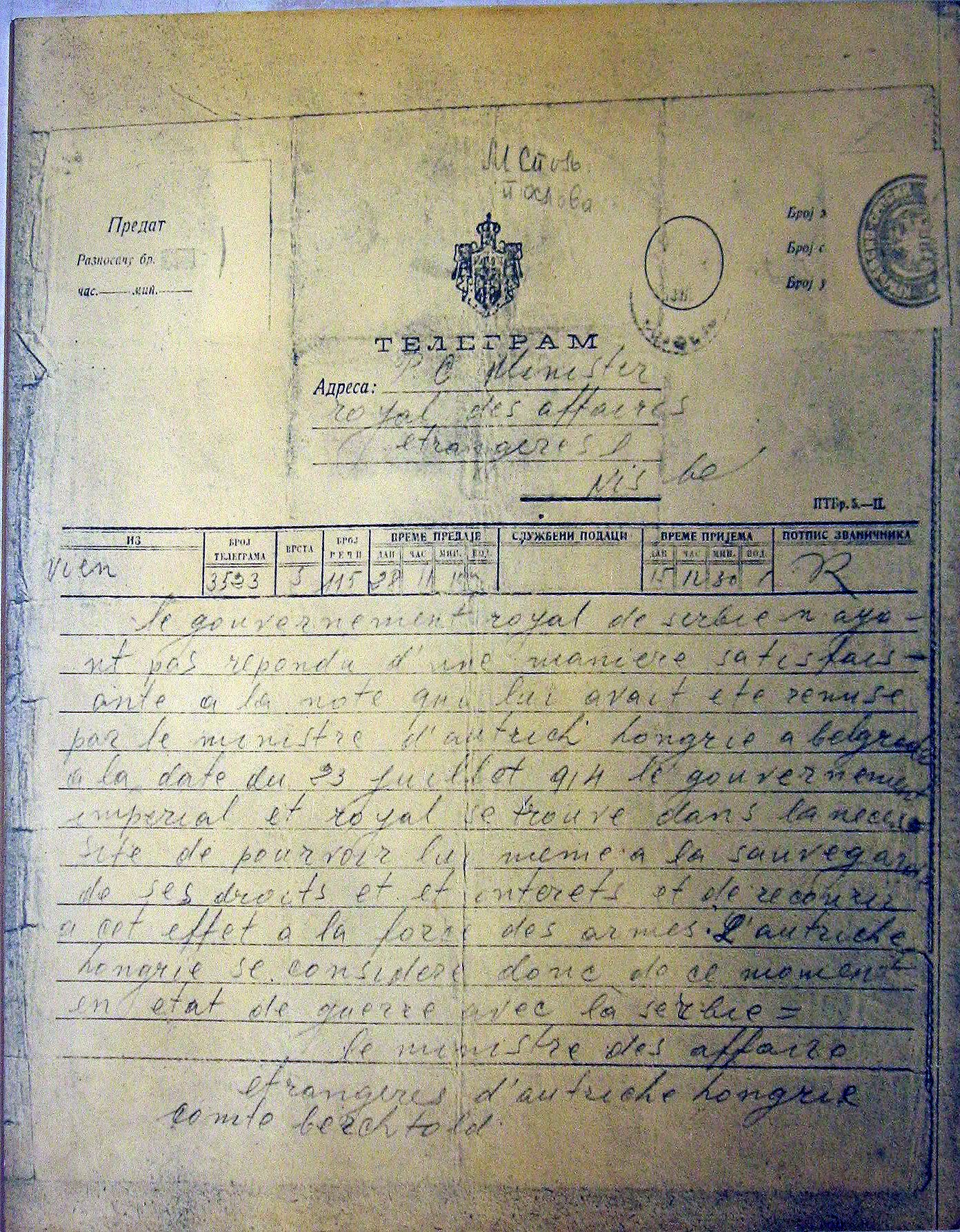
Телеграма від 28 липня 1914 року, якою Австро-Угорщина оголосила війну Королівству Сербія.

Хоча Сербія зазнала поразки 1915 року, а Румунія приєдналася до Союзних держав в 1916 році та була розгромлена 1917 року, жодна з великих держав не була вибита з війни до 1918 року. Лютнева революція 1917 року в Царській Росії, замінила монархію Тимчасовим урядом, але тривале невдоволення ціною війни, призвело до Жовтневого перевороту, створення Російської Радянської Федеративної Соціалістичної Республіки і підписання Брест-Литовського мирного договору новим урядом в березні 1918 року, що поклало кінець участі Російської Федерації у війні. Німеччина тепер контролювала більшу частину Східної Європи і переправила більшість бойових частин на Західний фронт. Використовуючи нову тактику, німецький наступ в березні 1918 року був спочатку успішним. Союзники відступили але втрималися. Останні німецькі резерви було вичерпано, оскільки щодня прибувало 10 000 нових американських солдатів. Союзники відкинули німців назад Стоденним наступом — безперервною серією атак, яким німці не могли протидіяти. Одна за одною відійшли союзні Центральні держави: спочатку Болгарія (29 вересня), потім Османська імперія (31 жовтня) і Австро-Угорська імперія (3 листопада). Коли німецькі союзники почергово зазнали поразки, відбулася революція в Німеччині, а армія більше не бажала воювати, отже 9 листопада кайзер Вільгельм зрікся престолу, тож 11 листопада 1918 року Німеччина підписала перемир'я, поклавши край війні.
Перша світова війна стала важливою поворотною віхою в політичному, культурному, економічному і соціальному становищі світу. Війна та її безпосередні наслідки, викликали численні революції і повстання. Велика четвірка (Велика Британія, Франція, Сполучені Штати й Італія) нав'язала власні умови переможеним державам у низці договорів, узгоджених на Паризькій мирній конференції 1919 року, найбільш відомим з яких, є німецький мирний договір: Версальський договір. Зрештою, внаслідок війни, Австро-Угорська, Німецька, Османська та Російська імперії припинили своє існування, а на їхніх територіях створено численні нові держави. Однак, попри остаточну перемогу Союзників (і створення Ліги Націй під час Мирної конференції, покликаної запобігти майбутнім війнам), трохи більше двадцяти років потому, сталася Друга світова війна, яка призвела до набагато більших жертв.

## Театри бойових дій
- Європа: Західний фронт
- Європа: Східний фронт
- Європа: Італійський фронт
- Європа: Балканський фронт
- Близький Схід
- Африка
- Східна Азія і Тихий океан
- Війна на морі
- Україна в Першій світовій війні

## Хронологія

### 1914 рік

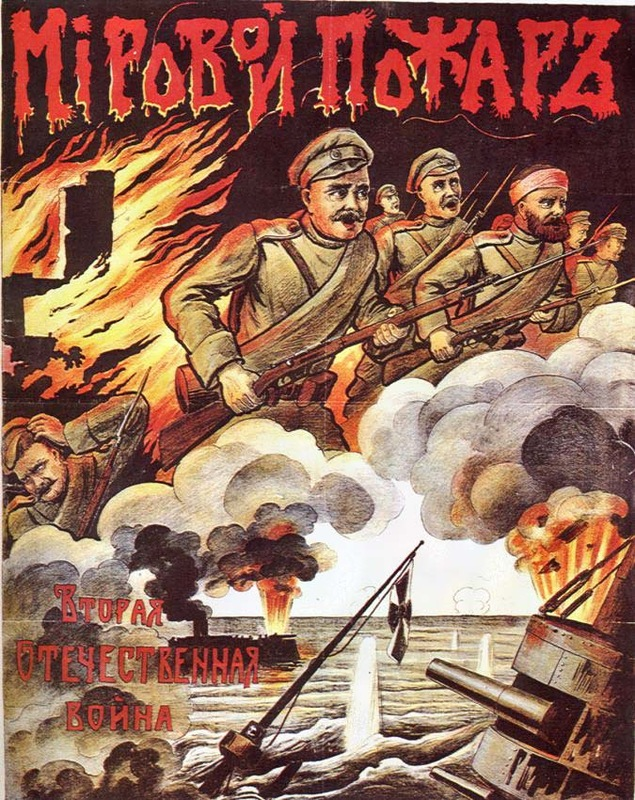
Російський плакат «Друга вітчизняна війна» (1914—1918)

- 28 червня 1914. Сараєво. Вбивство Гаврилом Принципом спадкоємця австро-угорського престолу ерцгерцога Франца Фердінанда та його дружини.
- 30 червня 1914. Незважаючи на нейтралітет, Нідерланди оголосили про мобілізацію.
- 23 липня 1914. Балкани. Австро-Угорська імперія висунула ультиматум Королівству Сербія.
- 25 липня 1914. Російська імперія, на підтримку Сербії, оголосила часткову мобілізацію проти Австро-Угорської імперії
- 25 липня 1914. Відповідь Сербії на ультиматум
- 25 липня 1914. Часткова мобілізація Австро-Угорської армії
- 27 липня 1914. Часткова мобілізація Російської армії
- 28 липня 1914. Балкани. Австро-Угорська імперія оголосила війну Королівству Сербія
- 29 липня 1914. Початок мобілізації у Російській імперії
- 30 липня 1914. Часткова мобілізація у Франції
- 31 липня 1914. Загальна мобілізація у Австро-Угорській імперії

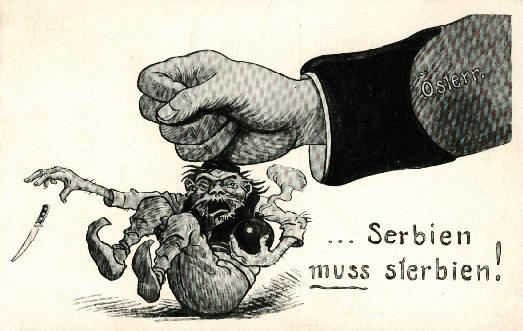
«Сербія мусить померти» Австрійська карикатура.

- 31 липня 1914. Ультиматум Німецької імперії Російській імперії відносно припинення мобілізації«Сербія мусить померти» Австрійська карикатура.
- 31 липня 1914. Ультиматум Німецької імперії Французькій республіці відносно нейтралітету
- 1 серпня 1914. Початок Першої Світової війни
- 1 серпня 1914. Німецька імперія оголосила війну Російській імперії;
- 1 серпня 1914. Загальна мобілізація у Французькій республіці
- 2 серпня 1914. Загальна мобілізація у Німецькій імперії. Вторгнення німецьких військ до Люксембургу
- 2 серпня 1914. Королівство Італія оголосило про свій нейтралітет
- 3 серпня 1914. Німецька імперія оголосила війну Французькій республіці та Бельгії
- 3 серпня 1914. Османська імперія оголосила про свій нейтралітет
- 4 серпня 1914. Вторгнення німецьких військ до Бельгії
- 4 серпня 1914. Велика Британія (та її домініони — Канада, Австралія, Нова Зеландія, Південно-Африканський Союз, Британська Індія) оголосила війну Німецькій імперії
- 6 серпня 1914. Австро-Угорська імперія оголосила війну Російській імперії. У складі австро-угорських військ діяли національні легіони — польський (командувачем 1-ї бригади був Юзеф Пілсудський), український (УСС) та албанський
- 6 серпня 1914. Балкани. Королівство Сербія та Королівство Чорногорія оголосили війну Німецькій імперії.Микола ІІ оголошує війну Німеччині з балкону Зимового палацу

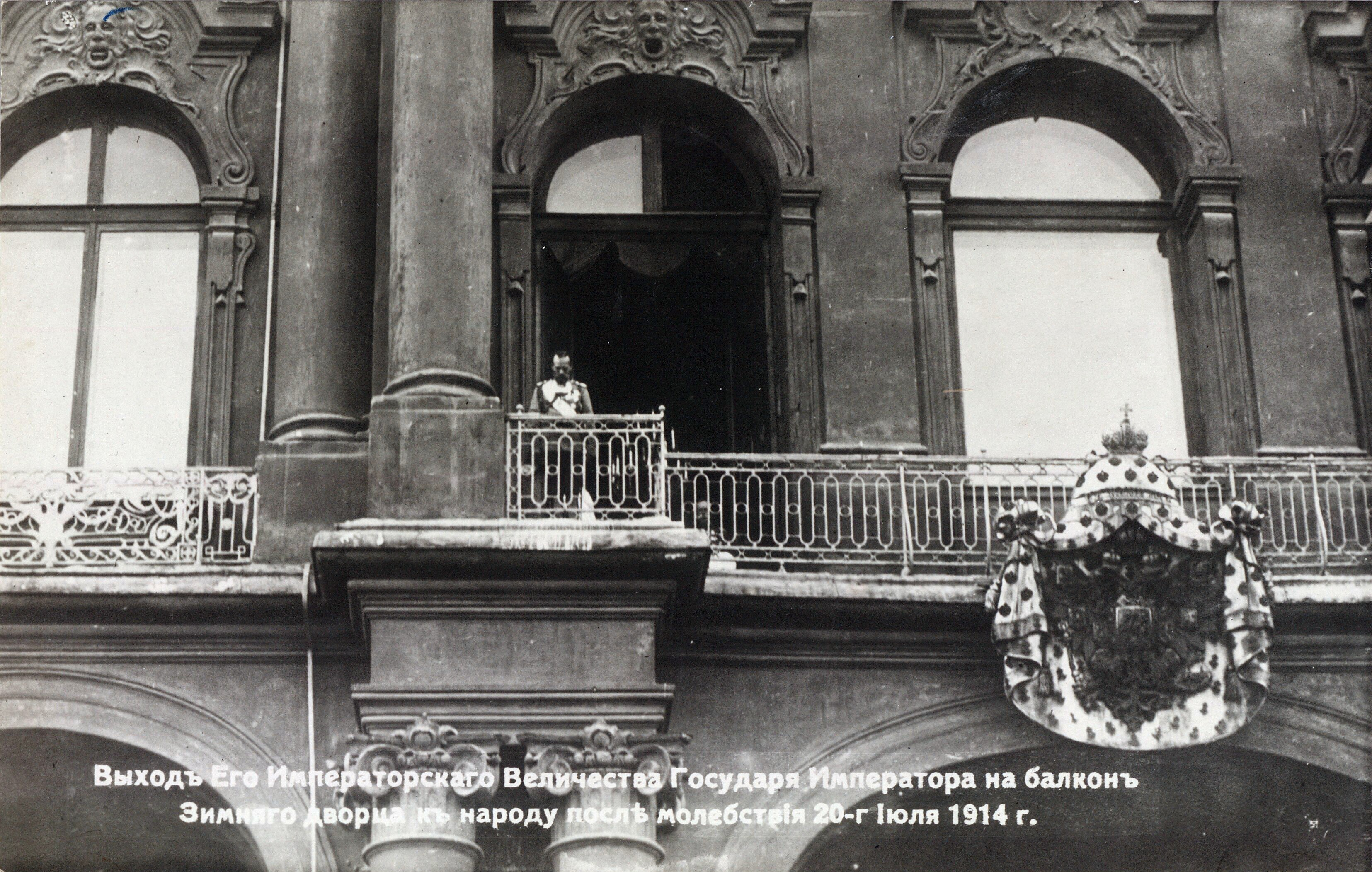
Микола ІІ оголошує війну Німеччині з балкону Зимового палацу

- 7 серпня-14 серпня 1914. Спроба французького наступу в Ельзасі та Лотарингії
- 12 серпня 1914. Балкани. Війська Австро-Угорської імперії вторглися до Королівства Сербія
- 16 серпня 1914. Західний фронт. Бельгійська армія лишає Льєж та відходить до Антверпену
- 16—24 серпня 1914 Балкани. Австро-угорські війська зазнали поразки від сербів у горах Цера
- 17 серпня—15 вересня 1914. Східний фронт. Вторгнення військ (1-ї та 2-ї армії) російського Північно-Західного фронту в Східну Прусію. Розгром російських військ у Східно-Пруській операції: втрати становили 245 тис. осіб, зокрема 135 тис. полоненими. Командувач 2-ї армії генерал від кавалерії О. В. Самсонов наклав на себе руки
- 18 серпня—21 вересня 1914. Східний фронт. Російські війська Південно-Західного фронту завдали поразки австро-угорській армії у Галицькій битві. 21 вересня фортеця Перемишль взята в облогу. Російські війська окупували Галичину. Втрати австро-угорських військ склали 325 тис. осіб (в тому числі до 100 тис. полонених); російські війська втратили 230 тис. осіб
- серпень 1914. Африка. Британо-французькі війська зайняли німецьку колонію Того
- 5—12 вересня 1914. Західний фронт. Німецькі війська зазнали поразки у Марнській битві та були змушені відійти за річки Ена та Уаза
- 7 вересня 1914. Балкани. Наступ австро-угорських військ у Королівстві Сербія
- 16 вересня—15 жовтня 1914. Західний фронт. «Біг до моря». Війська обох сторін вийшли на узбережжя на захід від Остенде
- 21—25 вересня 1914. Західний фронт. Прикордонна битва французьких і британських військ проти наступаючих німецьких військ. Союзні війська зазнали поразки й були змушені відійти за р. Марну
- 23 вересня 1914. Тихий океан. Японська імперія оголосила війну Німецькій імперії (на боці Антанти)Радісні натовпи в Лондоні і Парижі в день оголошення війни

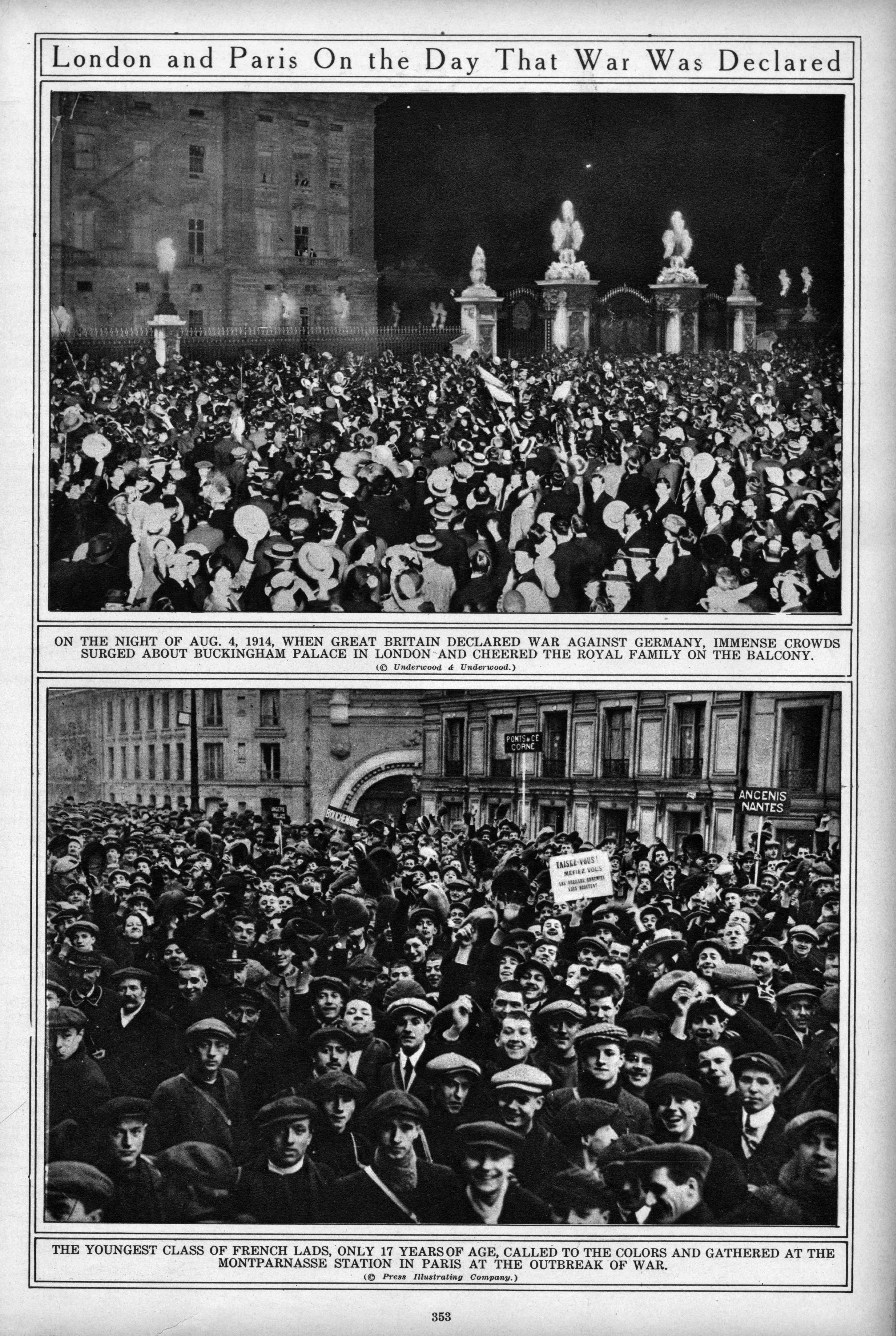
Радісні натовпи в Лондоні і Парижі в день оголошення війни

- 28 вересня—8 листопада 1914. Східний фронт. Варшавсько-Івангородська оборонно-наступальна операція російських військ проти німецько-австро-угорських армій у Царстві Польському. Супротивника відкинуто на початкові рубежі
- 15 жовтня—20 листопада 1914. Західний фронт. Битва у Фландрії на річках Ізер та Іпр. Сторони перейшли до позиційної оборони
- 29 жовтня 1914. Південний фронт. Османські кораблі та німецькі крейсери «Гебен» і «Бреслау» обстріляли Одесу, Севастополь, Феодосію, Новоросійськ
- 1 листопада 1914. Німецька ескадра адмірала М. Шпеє (5 крейсерів) завдала поразки британській ескадрі адмірала К. Кредока в Коронельському бою
- 2 листопада 1914. Південний фронт. Російська імперія оголосила війну Османській імперії
- 11—12 листопада 1914. Південний фронт. Бої російських і османських військ на ерзурумському напрямку
- 5 листопада 1914. Південний фронт. Велика Британія оголосила війну Османській імперії
- 6 листопада 1914. Південний фронт. Французька республіка оголосила війну Османській імперії
- 7 листопада 1914. Республіка Китай. британо-японські війська після облоги (з вересня) захопили німецьку військово-морську базу Ціндао в Східному Китаї
- 10 листопада 1914. Месопотамія. У гирлі річок Тигр та Євфрат висадився британський експедиційний корпус, відкривши Месопотамський фронт
- 11 листопада 1914. Східний фронт. Відбито спробу німецьких військ оточити російські армії в районі Лодзя
- 12 листопада 1914. Південний фронт. Османська імперія оголосила «священну війну (джихад)» проти держав Антанти
- листопад 1914. Східний фронт. У Ченстохівсько-Краківській операції російські війська завдали поразки австро-угорським військам та вийшли до Кракова
- 22 листопада 1914. Месопотамія. Британці зайняли залишену османами Басру
- 3 грудня 1914. Балкани. Контрнаступ сербських військ. Сторони зайняли оборону на прикордонних ділянках
- 8 грудня 1914. Німецька ескадра адмірала М. Шпеє знищена біля Фолклендських островів британською ескадрою адмірала Ф. СтердіНімецькі солдати в залізничному вагоні на шляху до фронту 1914 року. На початку війни всі сторони очікували, що конфлікт буде коротким.

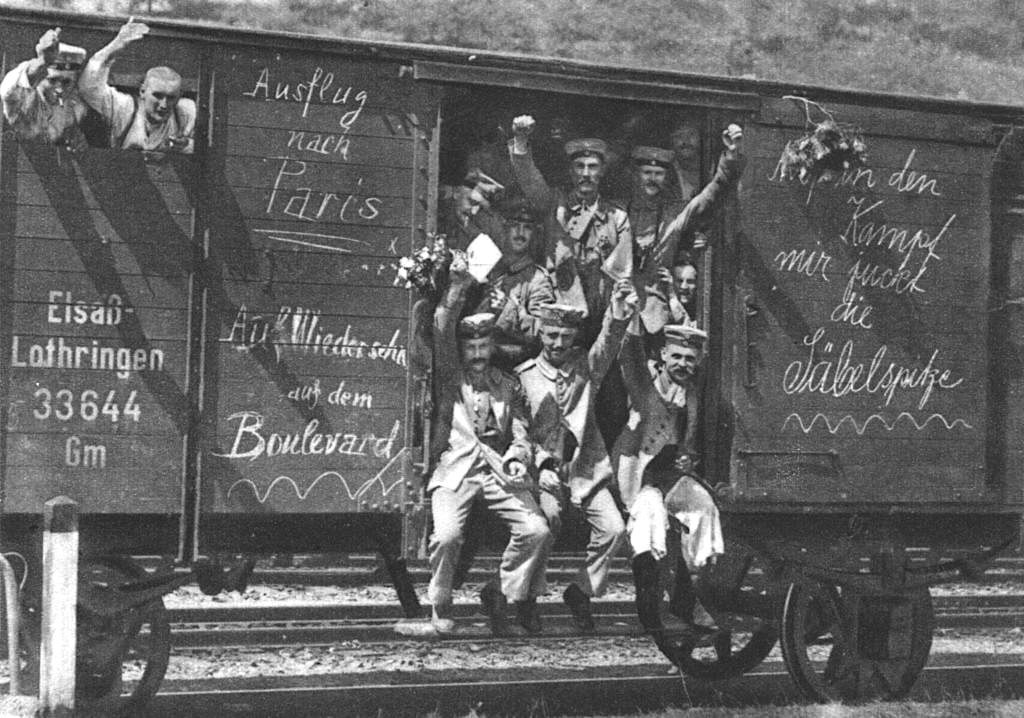
Німецькі солдати в залізничному вагоні на шляху до фронту 1914 року. На початку війни всі сторони очікували, що конфлікт буде коротким.

- 9 грудня 1914. Месопотамія. Британці захопили Ель-Курну та закріпилися в південній частині Месопотамії
- 22 грудня 1914. Південний фронт. Розгром російськими військами наступаючої османської армії у Сарикамиській операції
- 24 грудня 1914. Різдвяне перемир'я.
- 1914. Тихий океан. Каролінські, Маріанські та Маршалові острови на Тихому океані були захоплені Японською імперією, німецька частина Нової Гвінеї та Соломонові острови — австралійцями, острови Самоа — новозеландцями

### 1915 рік
- 24 січня 1915. Західний фронт. Бої британської та німецьких ескадр у Доггер-банці в Північному морі
- 7—26 лютого 1915. Східний фронт. Спроба німецьких військ оточити 10-у російську армію в Августівській операції у Східній Прусії (Зимова битва в Мазурії). Російські війська відійшли до лінії Ковно-Осовець
- 18 лютого 1915. Західний фронт. Німецька імперія оголосила про початок «необмеженої підводної війни»
- 19 лютого 1915 — 9 січня 1916. Балкани. Дарданелльська операція союзних військ з метою захопити Дарданели, Босфор і Стамбул
- 20 лютого—30 березня 1915. Східний фронт. У ході Прасниської операції (Королівство Польське) німецькі війська відкинуто до кордонів Східної Прусії
- 22 березня 1915. Східний фронт. У ході Карпатської операції капітулював оточений російськими військами 120-тисячний гарнізон Перемишля (австро-угорські війська)
- 22 квітня 1915. Західний фронт. Німецькі війська вперше застосували під Іпром хімічну зброю  — хлор. Було отруєно 15 тис. осіб
- 25 квітня 1915. Балкани. Дарданельська операція  — десант союзних військ в Османській імперії
- 2—5 травня 1915. Східний фронт. Горлицький прорив німецько-австро-угорських військ (генерал А. Макензен) на Південно-Західному фронті. Російські війська залишили Королівство Галичини та Володимирії. 3 червня німецько-австро-угорське військо зайняло Перемишль, 22 червня — Львів. Російське військо втратило 500 тис. полоненими

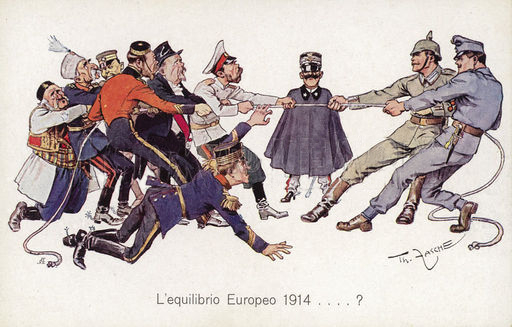
«На чий бік перетягнуть Італію» Карикатура, 1914 рік.

- «На чий бік перетягнуть Італію» Карикатура, 1914 рік.7 травня 1915. Німецький підводний човен затопив пасажирський лайнер «Лузітанія»
- Травень 1915. Східний фронт. Наступ німецьких військ у Балтії. 7 травня російські війська лишили Лібаву. Німецькі війська вийшли до Шавлі та Ковно (взяли 9 серпня)
- 23 травня 1915. Західний фронт. Королівство Італія приєдналася до Антанти й оголосила війну Австро-Угорській імперії
- 24 травня 1915. Західний фронт. Спроби наступу італійських військ на Тренто і на річці Ізонцо. У червні бойові дії набули позиційного характеру
- 26 червня—21 липня 1915. Південний фронт. Алашкерська операція російських військ проти османської армії. Зайнято райони озер Ван та Урмія
- Липень 1915. Африка. Німецька Південно-Західна Африка. (Намібію) окуповано військами Південно-Африканського Союзу (домініону Великої Британії)
- 13—17 липня 1915. Східний фронт. У ході Прасниської оборонної операції проти німецько-австро-угорських військ зірвано план оточення російських військ у Царстві Польському, проте російські війська залишили Польщу
- 6—10 серпня 1915. Балкани. Десант союзних військ у бухті Сувла в Османській імперії
- 8—21 серпня 1915. Східний фронт. Моонзундська операція російської ескадри, відсіч прориву німецьких кораблів
- 19 серпня 1915. Німецький підводний човен потопив пасажирський пароплав «Арабік»

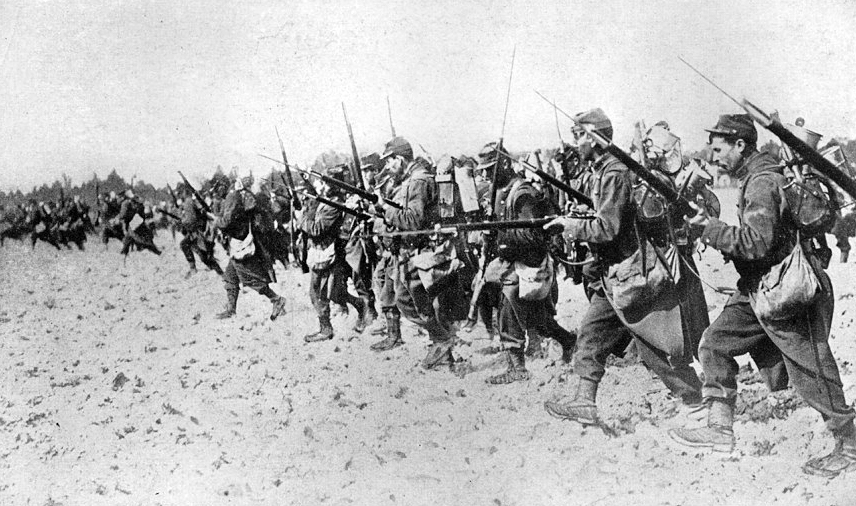
Французька піхота в атаці на багнети

- Французька піхота в атаці на багнети22 серпня—4 вересня 1915. Східний фронт. Віленська оборонна операція російських військ у Прибалтиці
- 6 вересня 1915. Балкани. Болгарсько-німецький договір про дружбу і союз. Болгарське царство зобов'язалося вступити у війну на боці Німецької імперії. Болгарсько-османський договір про кордон
- 8 вересня—2 жовтня 1915. Східний фронт. Свенцянський прорив 10-ї німецької армії (генерал Г. фон Ейхгорн). 10-а російська армія Західного фронту вимушена лишити Вільно (Вільнюс)
- вересень 1915. Месопотамія. Британські війська розбито османами під Багдадом, війська в Кут-ель-Амарі потрапили в облогу. Наприкінці року британський корпус було перетворено на експедиційну армію
- 25 вересня—6 жовтня 1915. Західний фронт. Спроби наступальних операцій союзників у Шампані та Артуа
- жовтень 1915. Південний фронт. Російські війська на Близькосхідному театрі військових дій об'єднано у Кавказький фронт
- 5 жовтня 1915. Балкани. У Салоніках висадився експедиційний корпус союзників для надання допомоги Королівству Сербія.
- 7 жовтня 1915. Балкани. Наступ австро-угорсько-німецьких та болгарських військ на Королівство Сербія. Сербська армія після двомісячних боїв відступила до Албанії. Окупація Королівства Сербія Центральними державами
- 14 жовтня 1915. Балкани. Вступ Болгарії у війну на боці Німецької імперії
- 30 жовтня 1915. Південний фронт. Російський експедиційний корпус висадився в перському порті Пехлеві. У листопаді взято місто Казвін, 16 грудня — Хамадан

### 1916 рік
- 10 грудня 1915 — 9 січня 1916. Балкани. Десант британо-французьких військ евакуйовано зі Стамбула в Салоніки для посилення Салонікського фронту.
- Січень 1916. Африка. Британо-французькі війська зайняли німецьку колонію Камерун.
- 10 січня — 2 березня 1916. Південний фронт. Ерзурумська операція російської Кавказької армії. Було прорвано османський фронт і захоплено фортецю Ерзурум (16 лютого). Османські війська втратили близько 66 тис. осіб, зокрема 13 тис. полоненими; росіяни — 17 тис. убитими та пораненими
- 5 лютого — 18 квітня 1916. Південний фронт. Трапезундська операція російських військ. Захоплено османське місто ТрапезундАвстро-угорські та німецькі солдати страчують сербське населення (1916)

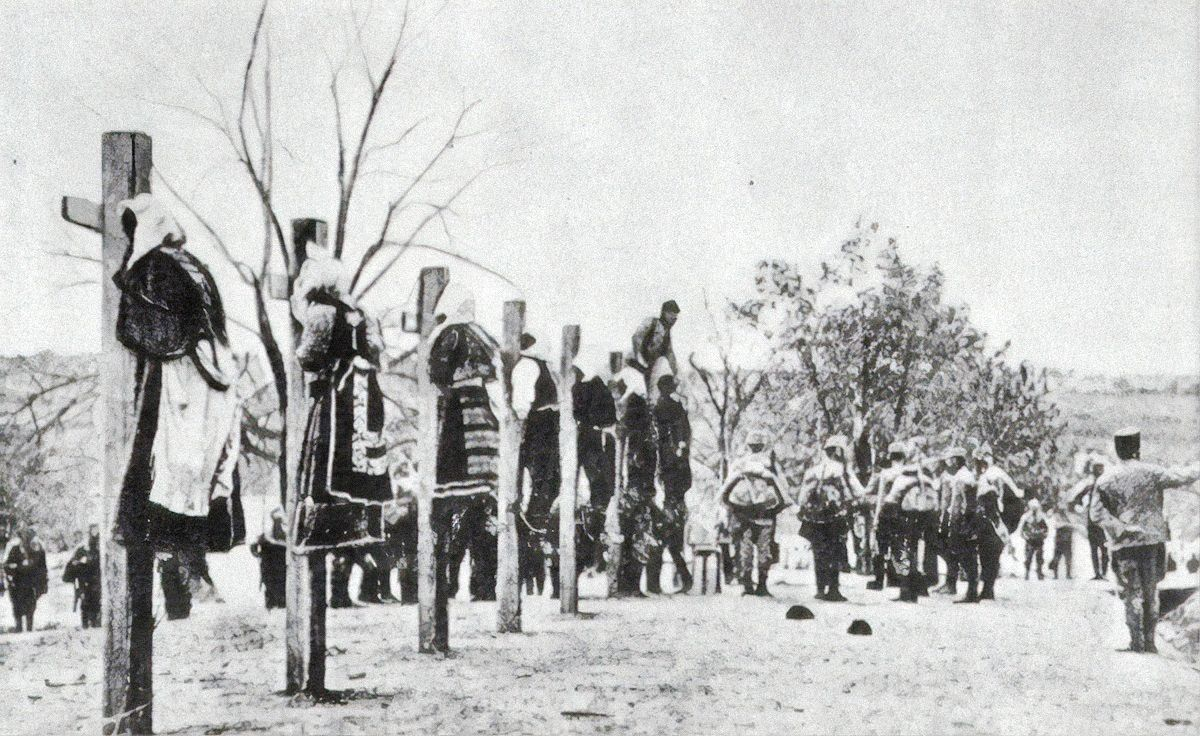
Австро-угорські та німецькі солдати страчують сербське населення (1916)

- Лютий 1916. Південний фронт. Наступ російського кавалерійського корпусу на мосульському та багдадському напрямках. Взято Керманшах
- 21 лютого — 21 грудня 1916. Західний фронт. Початок німецького наступу проти Верденського виступу. Верденська оборонно-наступальна операція союзних військ. За 70 діб кривавих боїв німецькі війська просунулися лише на 6—7 км
- Березень 1916. Західний фронт. Спроба наступу італійських військ на річці Ізонцо
- 18 — 30 березня 1916. Східний фронт. Нароцька операція російських військ
- 28 квітня 1916. Південний фронт. Капітуляція британських військ в Кут-ель-Амарне
- 15 травня 1916. Західний фронт. Наступ австро-угорських військ проти італійських військ у районі Трентіно
- 31 травня — 1 червня 1916. Західний фронт. Ютландська битва головних сил британського та німецького флотів. Німецький флот сховався на своїх базах
- 4 червня — вересень 1916. Східний фронт. Наступ Південно-Західного фронту під командуванням О. А. Брусілова. Австро-угорсько-німецькі війська втратили більше 1 млн осіб убитими та пораненими, більше 400 тис. осіб — полоненими. Російські війська втратили близько 500 тис. осіб
- 1 липня — листопад 1916. Західний фронт. Наступ союзників на річці Сомма. 15 вересня британці вперше застосували танки. До кінця наступу просування союзників Мухи та опариші на загиблих німецьких солдатах після битви на Соммі 1916 рокустановило 5—15 км

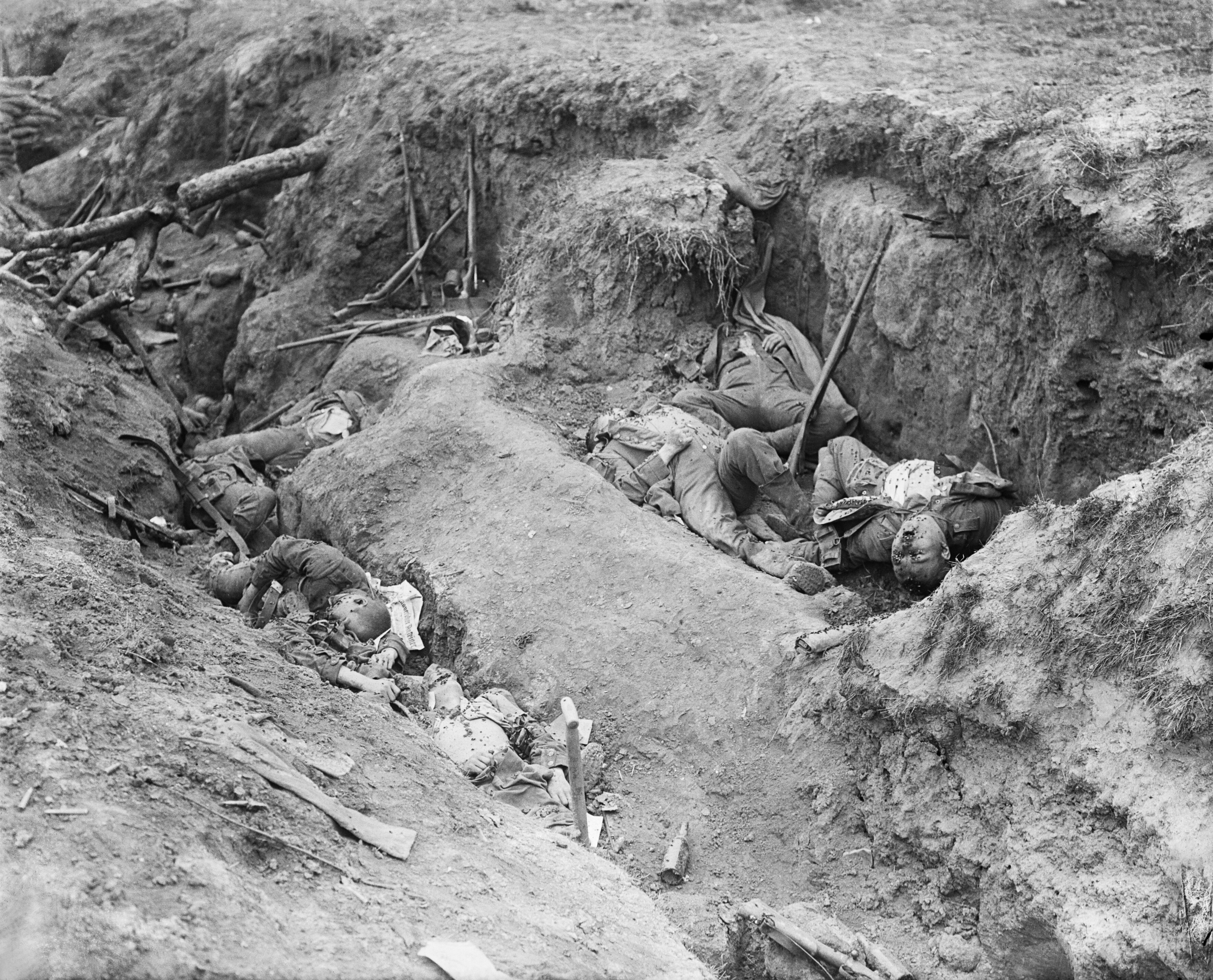
Мухи та опариші на загиблих німецьких солдатах після битви на Соммі 1916 року

- 27 серпня 1916. Східний фронт. Румунське королівство оголосила війну Австро-Угорській імперії, 28 серпня — Німецькій імперії, 30 серпня — Османській імперії, 1 вересня — Болгарському царству
- 28 серпня 1916. Західний фронт. Королівство Італія оголосило війну Німецькій імперії
- 2 вересня 1916. Західний фронт. Перехід німецьких військ під Верденом до оборони
- 2 вересня 1916. Східний фронт. Спроба наступу румунсько-російських військ у Трансільванії
- 26 вересня 1916. Східний фронт. Контрнаступ австро-угорсько-німецьких військ у Трансільванії. Румунську армію було знищено. 6 грудня німецькі війська ввійшли до Бухареста
- 24 жовтня— 21 грудня 1916. Західний фронт. Наступ французьких військ під Верденом. Війська вийшли на рубіж, який вони займали 25 лютого
- 5 листопада 1916. Східний фронт. Створення на території, окупованій німецькими та австро-угорськими військами, Королівства Польського на чолі із Державною радою
- жовтень — листопад 1916. Південний фронт. Битва біля Чорного моря (Црній) між болгарською армією та арміями Антанти
- 21 листопада 1916. Австро-Угорська імперія. Помер цісар Франц Йосип I. Новим цісарем став Карл I, племінник Франца Йосипа I
- Грудень 1916. Східний фронт. Утворення Румунського фронту російської армії

### 1917 рік

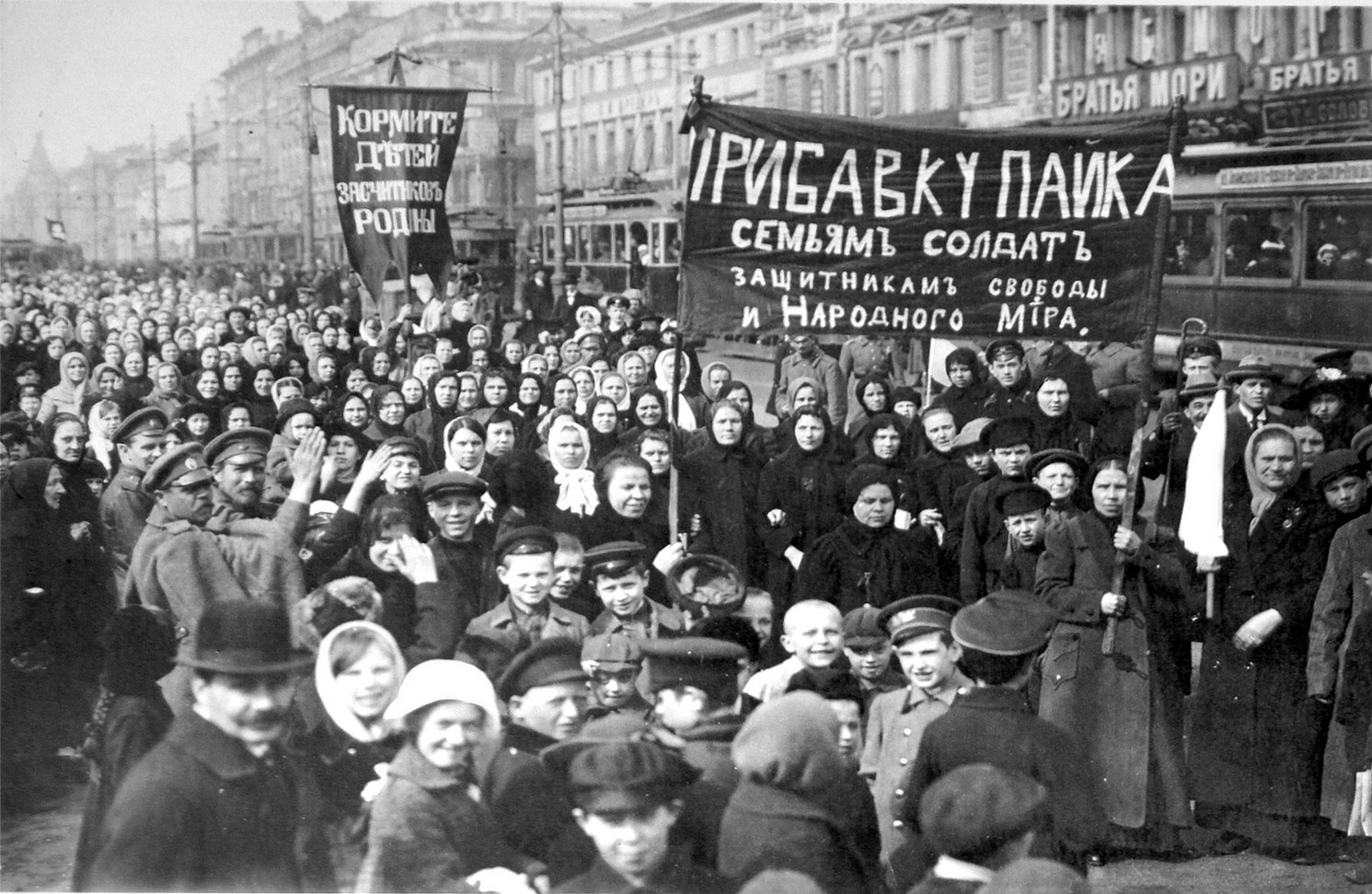
Демонстрація робітниць Путилівського заводу в Петрограді разом із солдатами в перший день Лютневої революції

- 5 — 11 січня 1917. Східний фронт. Мітавська операція російських військ
- 1 лютого 1917. Західний фронт. Німецька імперія вдруге оголосила Великій Британії «необмежену підводну війну». Протягом лютого-квітня 1917 року німецькі підводні човни знищили більше 1000 торгових кораблів
- 8 — 12 березня (23 — 27 лютого ст. стилю) 1917. Росія. Лютнева буржуазно-демократична революція в Росії. Повалення монархії. Сформовано Тимчасовий уряд
- 11 березня 1917. Південний фронт. Британські війська зайняли Багдад
- 17 березня 1917. Західний фронт. Німецьке командування відвело свої війська по річці Ена на 30 км назад на заздалегідь підготовлену і добре укріплену лінію Гінденбурґа
- 17 березня 1917. Росія. У Києві створено Центральну Раду
- 6 квітня 1917. Західний фронт. США вступили у війну на боці Антанти
- 9 квітня — 5 травня 1917. Західний фронт. Невдалий квітневий наступ союзників («наступ Нівеля»). Втрати склали до 200 тис. осіб
- 7 червня — 30 серпня 1917. Західний фронт. Операція союзників у Мессіні
- 23 червня 1917. Росія. Центральна Рада проголосила I Універсалом автономію України
- 1 липня (18 червня за старим стилем) 1917. Східний фронт. Липневий наступ російської армії. Унаслідок контрудару австро-угорсько-німецьких військ залишено Королівство Галичини та Володимирії. Загальні втрати російської армії перевищили 150 тис. осіб

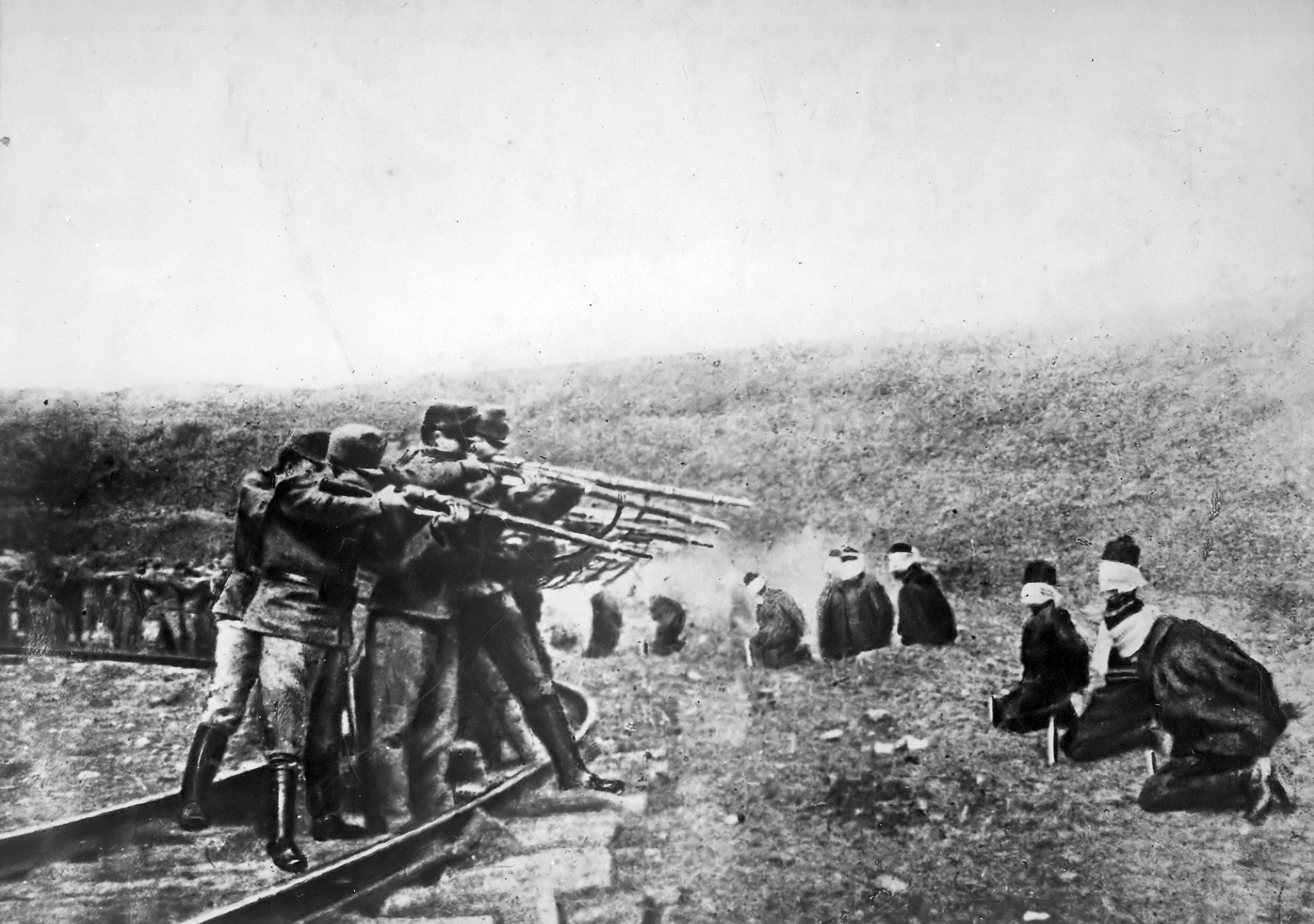
Австро-угорські війська, які страчують полонених сербів, 1917 р. Сербія втратила під час війни близько 850 000 осіб, чверть свого довоєнного населення.

- Австро-угорські війська, які страчують полонених сербів, 1917 р. Сербія втратила під час війни близько 850 000 осіб, чверть свого довоєнного населення.[23]22 — 27 липня 1917. Східний фронт. Вдалий наступ румунсько-російських військ на Румунському фронті
- 22 — 23 липня 1917. Східний фронт. Невдалий наступ російських військ у Прибалтиці на Вільно і Ковно
- 31 серпня — 6 листопада 1917. Західний фронт. Операція союзників біля Іпра
- 15 серпня 1917. Польща. Проголошення в Парижі під егідою Антанти Польського національного комітету. Р. Дмовський був визнаний головою тимчасового уряду Польщі за кордоном
- 20 — 27 серпня 1917. Західний фронт. Операція союзників у Вердені
- 1 — 6 вересня 1917. Східний фронт. Під час Ризької оборонної операції російські війська здали Ригу

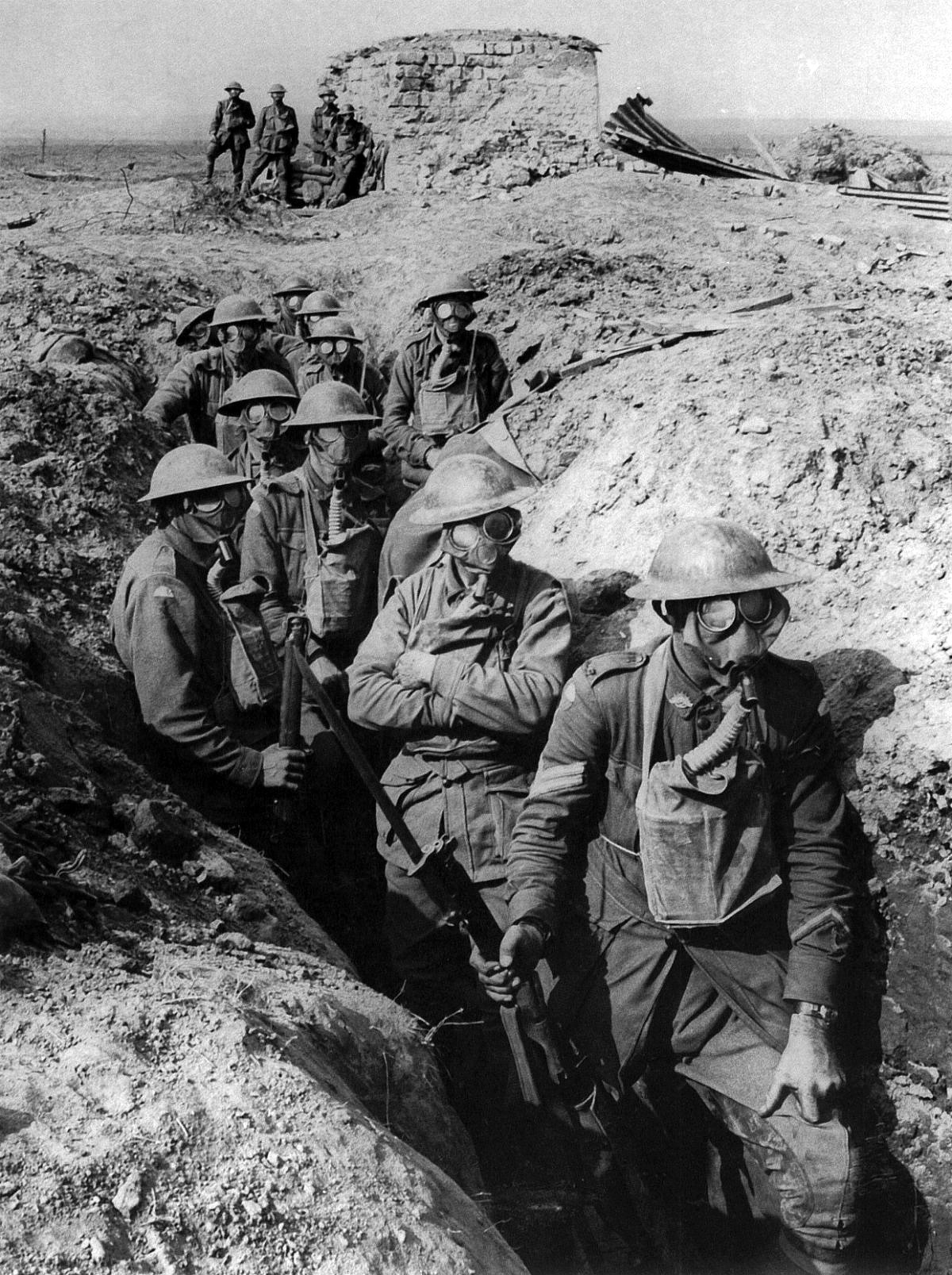
Австралійські солдати в окопах, 1917

- Австралійські солдати в окопах, 191723 вересня 1917. Литва. У Вільно (Вільнюс) за підтримки німецького уряду створено литовську Національну раду (Таріба), що проголосила незалежність Литви від Російської Республіки. 16 лютого 1918 р. ухвалено «Акт незалежності Литви»
- 12 — 19 жовтня 1917. Східний фронт. Моонзундська оборонна операція російського флоту
- 23 — 26 жовтня 1917. Західний фронт. Операція союзників у Мальмезоні
- 24 жовтня 1917. Західний фронт. Наступ австро-угорських військ у районі Капоретто. Поразка італійських військ
- 7 листопада (25 жовтня за старим стилем) 1917. Росія. Внаслідок Жовтневого перевороту Тимчасовий уряд повалено. Влада перейшла до партії більшовиків на чолі з В. І. Ульяновим (Леніном). Формування Радянського уряду
- 13 листопада 1917. Російська Республіка. Війська Центральної Ради вступили до Києва
- 20 листопада 1917. Російська Республіка. Центральна Рада у Києві проголосила автономію — Українську Народну Республіку
- 20 листопада — 6 грудня 1917. Західний фронт. Операція союзників у Камбрі. Перше масоване застосування танків
- 9 грудня 1917. Східний фронт. Румунське королівство уклало Фокшанське перемир'я з Німецькою імперією й Австро-Угорською імперією
- 15 грудня 1917. Східний фронт. Радянський уряд уклав перемир'я з Центральними державами
- 19 грудня 1917. Фінляндія. Фінський сейм проголосив Фінляндію незалежною республікою. 31 грудня декретом Ради народних комісарів визнано незалежність Фінляндської республіки
- Грудень 1917. Східний фронт. За схваленням Антанти румунські війська зайняли територію Бессарабської губернії колишньої Російської імперії
- Грудень 1917. Південний фронт. Британські війська зайняли Газу, Яффу, Єрусалим
- Грудень 1917. Африка. Британо-французькі війська зайняли Німецьку Східну Африку (Бурунді, Руанда, к.ч. Танзанії)

### 1918 рік
- 12 січня 1918. Південний фронт. Перемир'я між російським та османським військовим командуванням. Розпад російського фронту у Закавказзі
- 23 — 31 січня 1918. Радянська Росія. На 3-му Всеросійському з'їзді Рад створена Російська Радянська Федеративна Соціалістична Республіка (РРФСР)
- 8 лютого 1918. Україна. Червона армія вступила до Києва
- 9 лютого 1918. Німецька імперія. Українська Народна Республіка. Сепаратний договір Німецької імперії та УНР
- Лютий 1918. Східний фронт. Наступ німецько-австро-угорських військ

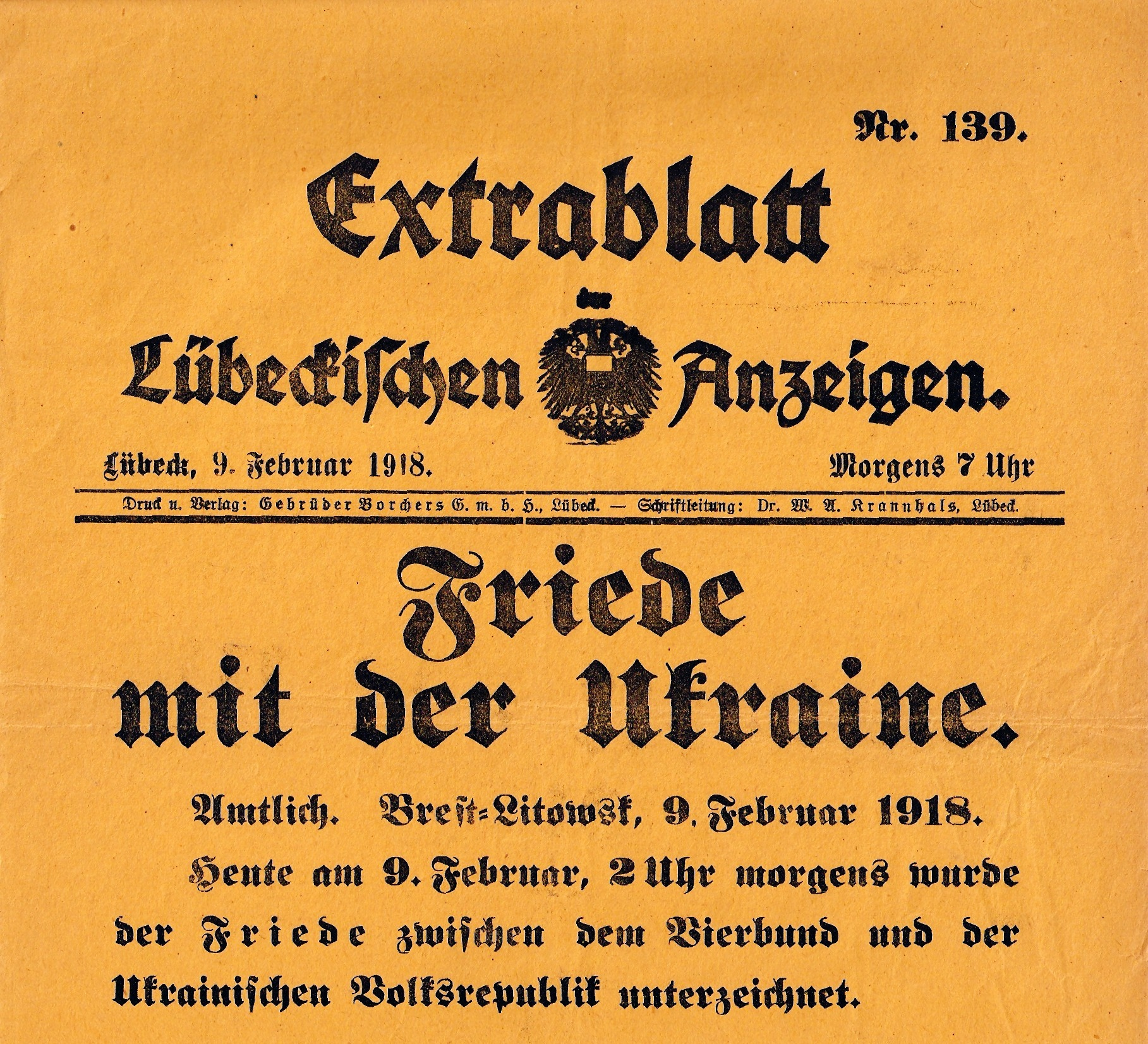
«Мир із Україною» Спеціальний диспетчерський плакат від 9 лютого 1918 р.

- «Мир із Україною» Спеціальний диспетчерський плакат від 9 лютого 1918 р.12 лютого 1918. Південний фронт. Наступ османських військ. Звільнено Ерзурум, Карс, Батум
- 17 лютого — 2 травня 1918. Росія. Перебазування кораблів Балтійського флоту з Ревеля та Гельсингфорса (Гельсінкі) до Кронштадту («льодовий похід»)
- Лютий 1918. Балтія. Німецька імперія. 24 лютого Естонський земський собор оголосив незалежну Естонську демократичну республіку. Німецький окупаційний уряд проголосив створення Балтійського герцогства, що мало включати Естляндську, Ліфляндську та Курляндську губернії колишньої Російської імперії
- 1 березня 1918. Українська Народна Республіка. Війська Центральної Ради разом з австро-угорсько-німецькими військами вступили до Києва.
- 3 березня 1918. Східний фронт. Сепаратний Брестський мир Радянської Росії з Німецькою імперією, Австро-Угорською імперією, Болгарським царством й Османською імперією. РСФРР відмовлялася від суверенітету над Польщею, Литвою, частиною Білорусі та Латвії. Радянська Росія зобов'язалася вивести війська з УНР, Фінляндії, Латвії та Естонії і провести повну демобілізацію армії й флоту. РСФРР відмовлялася від Карса, Ардагана й Батума у Закавказзі
- 6 березня 1918. Росія. Британський десант зайняв Мурманськ
- 15 березня 1918. Антанта заявила про невизнання Брестського миру
- 21 березня 1918. Західний фронт. Березневий наступ німецьких військ у Пікардії. Оборона союзників була прорвана углиб на 60 км. Прорив був ліквідований введенням союзних резервів. Втрати німецьких військ становили близько 230 тис. осіб
- 5 квітня 1918. Росія. Японський десант висадився у Владивостоці
- 9 — 14 квітня 1918. Західний фронт. Спроба наступу німецьких військ у ФландріїЗ березня 1918 року, німці з Паризької гармати, обстрілювали Париж зі 120 км

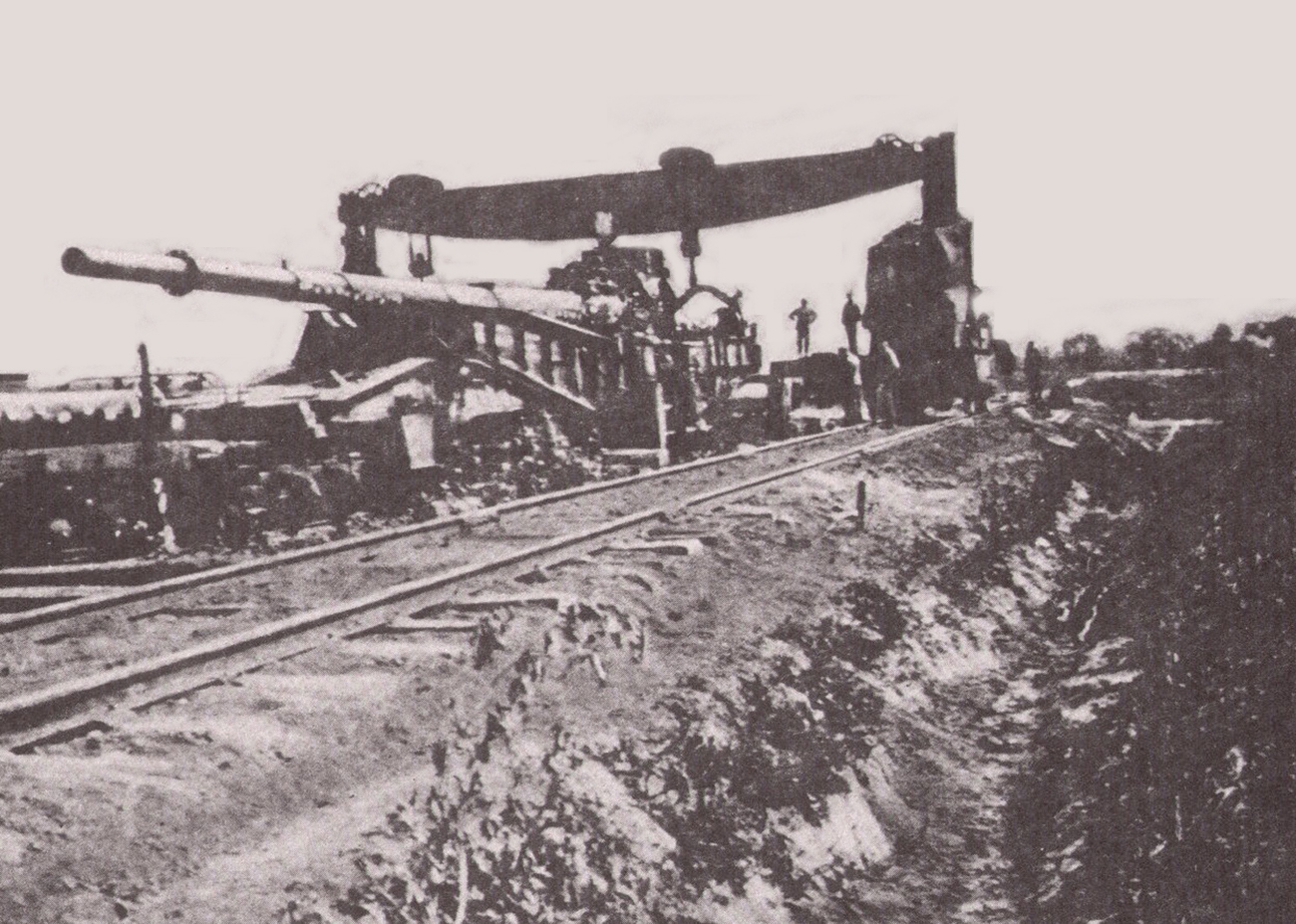
З березня 1918 року, німці з Паризької гармати, обстрілювали Париж зі 120 км

- квітень 1918. Південний фронт. Закавказький сейм проголосив створення незалежної від Росії Закавказької Демократичної Федеративної Республіки (ЗДФР)
- квітень. 1918. Східний фронт. Німецькі війська захопили Крим
- 29 квітня 1918 Україна. У Києві т. зв. з'їзд хліборобів за підтримки німецького командування проголосив генерал-лейтенанта П. Скоропадського гетьманом Української Держави
- 7 травня 1918. Східний фронт. Бухарестський мирний договір Румунського королівства з Центральними державами. Румунське королівство втрачало значні прикордонні ділянки, але одержувало Бессарабію. Ні радянський уряд, ні держави Антанти договір не визнали
- 8 травня 1918. Східний фронт. Німецькі війська зайняли Ростов. Створення «Всєвєлікого войска Донского» на чолі з отаманом Красновим
- 14 травня 1918 Східний фронт. Грузія перейшла під німецький протекторат. Висадка німецьких військ у Поті
- 27—28 травня 1918 Вихід з ЗДФР Вірменії та Азербайджану
- 27 травня —4 червня 1918 Західний фронт. Наступ німецьких військ півн. Реймса (битва на Шмен-де-Дам). Німецькі війська вийшли до річки Марна (70 км до Парижа)
- 15—26 червня 1918 Західний фронт. Італійські війська відбили наступ австро-угорських військ під Тренто
- 18 червня 1918 Радянська Росія. Затоплення частини кораблів Чорноморського флоту у Новоросійську за наказом Радянського уряду
- 4 червня 1918 Південний фронт. Османська імперія уклала мир з Вірменією та Грузією
- 6 липня 1918 Антанта проголосила Владивосток міжнародною зоною. Висаджено японські та американські десанти
- 15 липня — 4 серпня 1918 Західний фронт. Наступ німецьких військ на річці Марні (т. зв. друга Марна). Контрударом союзних військ німецькі війська відкинуто до річок Ена та Вель.
- 8—13 серпня 1918 Західний фронт. Британо-французькі армії в Амьєнській операції завдали поразки німецьким військам, що були змушені відійти на рубіж, з якого почався їхній березневий наступ
- 27 серпня 1918 Німецька імперія, Радянська Росія. За умовою в Берліні радянський уряд зрікся влади над Естонією та Ліфляндією
- 12—15 вересня 1918 Західний фронт. 1-а американська армія (командувач генерал Дж. Першінг) здобула перемогу над німецькими військами біля Сен-Мійєля
- 15—29 вересня 1918 Балкани. Наступ союзних військ. Німецькі та болгарські війська було розбито
- 19 вересня 1918 Південний фронт. Наступ британських та арабських військ у Сирії. Османську армію розбито. З 28 вересня до 27 жовтня союзники зайняли Акку, Дамаск, Триполі й Халеб
- 26 вересня 1918 Західний фронт. Початок загального наступу союзних військ на 420-км фронті від Вердену до моря. Оборону німецьких військ було прорвано
- 29 вересня 1918 Балкани. У Салоніках Болгарське царство підписало перемир'я з Антантою.
- 7 жовтня 1918 Південний фронт. Французький морський десант у Бейруті
- 12 жовтня 1918 Польща. Німецький уряд створив Регентську раду для управління польськими землями. Основу збройних сил становив польський легіон на чолі з Ю. Пілсудським
- жовтень 1918 Угорщина. Буржуазно-демократична революція в Угорщині. Проголошення незалежності, 16 листопада — республіка
- жовтень 1918 Південний фронт. Наступ британських військ на Месопотамському фронті. Захоплено Кіркук та Мосул
- 24 жовтня 1918 Західний фронт. Наступ італійської армії на річці П'яве
- 28 жовтня—2 листопада 1918 Західний фронт. Розпад австро-угорського фронту

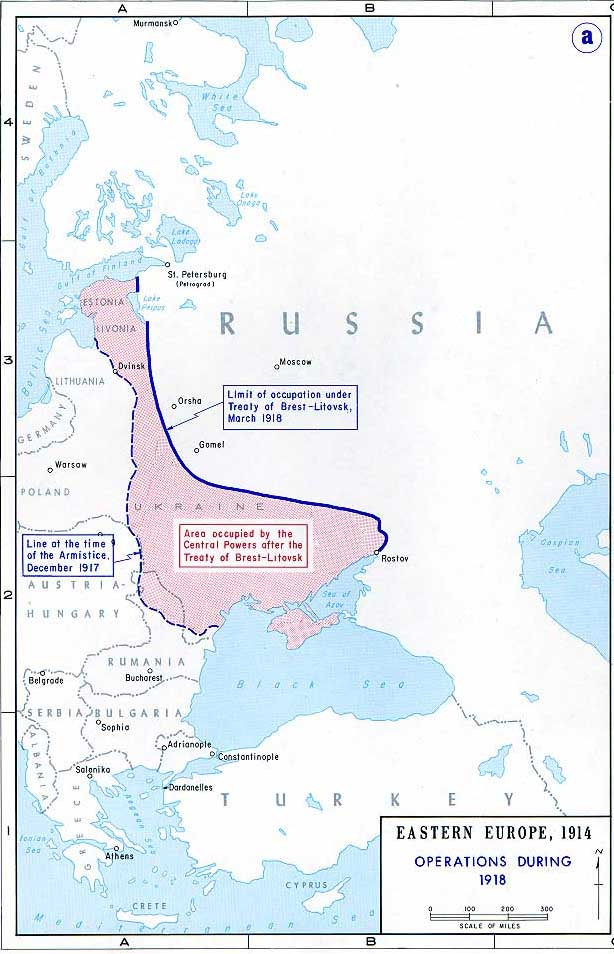
Мапа за Берестейським договором, що показує територіальні підсумки перемир'я між більшовицькою РРФСР та Центральними державами, 1918

- 30 жовтня 1918 Південний фронт. На борту британського лінійного корабля «Агамемнон» у бухті Мудре (острів Лемнос) між Антантою й Османською імперією було Мапа за Берестейським договором, що показує територіальні підсумки перемир'я між більшовицькою РРФСР та Центральними державами, 1918підписано Мудроське перемир'я. Османська імперія вивела війська з Закавказзя
- жовтень 1918 Схід. Королівство Галичини та Володимирії. У Львові створено Українську національну раду
- 1 листопада 1918 Листопадовий чин. Січові стрільці зайняли Львів, більші міста Королівства Галичини та Володимирії — Станиславів, Тернопіль, Золочів, Сокаль, Раву-Руську, Коломию, Снятин, Печеніжин, Борислав та інші
- 3 листопада 1918 Західний фронт. У Вілла-Джусті (у Падуї) Австро-Угорщина підписала перемир'я з Антантою
- 3 листопада 1918 Німеччина. Початок революції в Німеччині
- 3 листопада 1918 Польща. Регентська рада проголосила незалежність Польщі
- 9 листопада 1918 Схід. Королівство Галичини та Володимирії. Проголошення Західноукраїнської Народної республіки (ЗУНР); до кінця листопада більшу частину її території було окуповано польськими військами
- 10 листопада 1918 Східний фронт. Румунське королівство вдруге оголошує війну Центральним державам; румунські війська окупували Трансільванію
- 11 листопада 1918 Західний фронт. Комп'єнське перемир'я країн Антанти з Німеччиною. Капітуляція німецьких військ: припинення військових дій, здача Німецькою імперією сухопутного й морського озброєння, виведення військ з окупованих територій
- 12 листопада 1918 Австрія. Проголошення республіки
- 13 листопада 1918 Радянська Росія. Радянський уряд анулював Брестський мирний договір
- 14 листопада 1918 Україна. Утворено Директорію під головуванням В. Винниченка. Головним отаманом України призначено Симона Петлюру
- листопад 1918 Латвія. Проголошення незалежності Латвії
- 28 листопада 1918 Німеччина. Цісар Вільгельм II зрікся престолу

### Післявоєнні події
- 1 грудня 1918. Балкани. Проголошення Королівства сербів, хорватів та словенців (з 1929 р. — Югославія)
- грудень 1918. Польща, Німеччина. Польські війська захопили Познань
- 12 грудня 1918. Україна. Угода між Директорією та командуванням німецьких військ в Україні
- 14 грудня 1918. Україна. Війська Петлюри вступили до Києва. Гетьман Скоропадський підписав акт про відмову від владиКорабель SMS Bayern тоне 21 червня 1919 року, після війни, під час потоплення німцями власного флоту на британській базі Скапа-Флоу

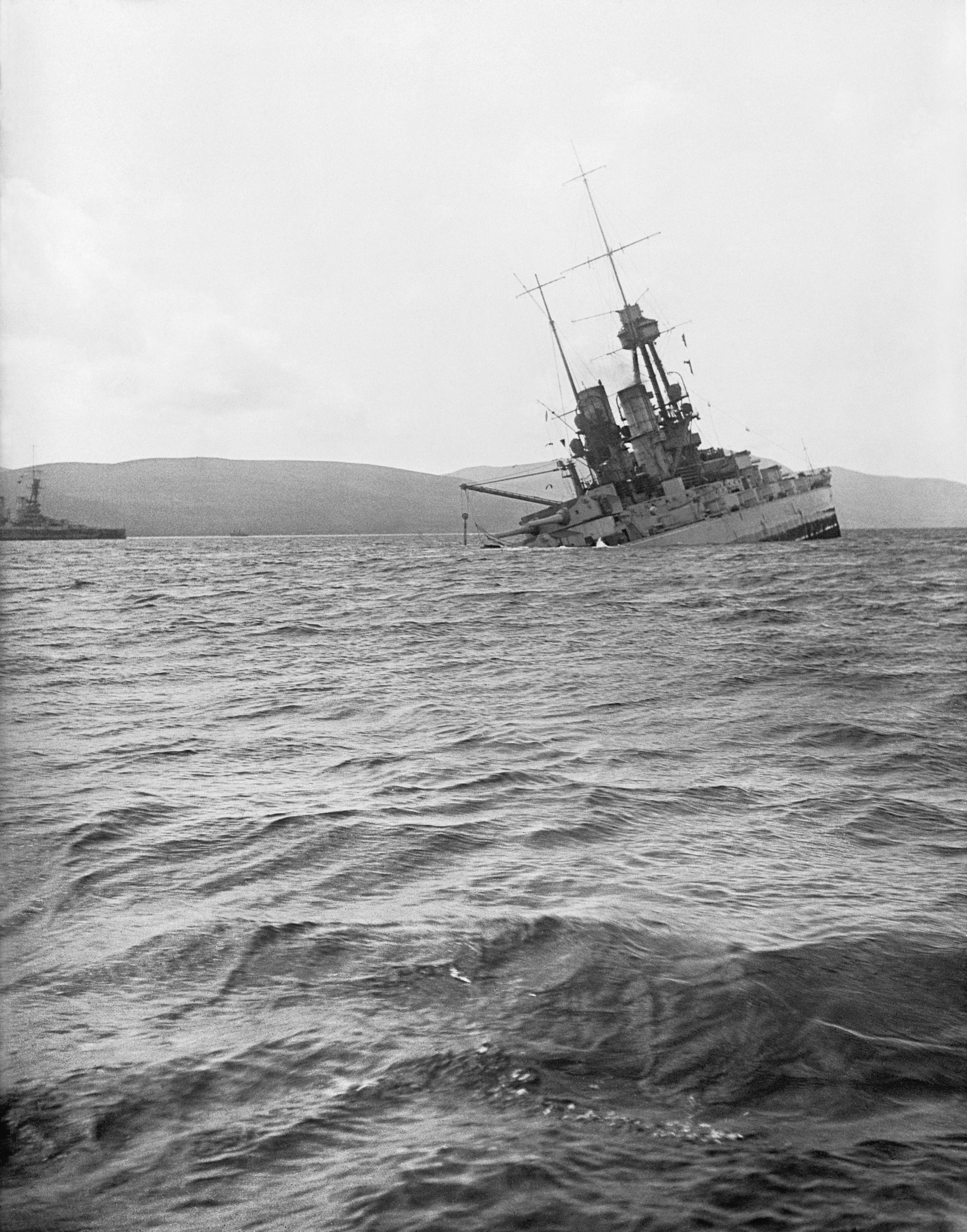
Корабель SMS Bayern тоне 21 червня 1919 року, після війни, під час потоплення німцями власного флоту на британській базі Скапа-Флоу

- 24 грудня 1918. Радянська Росія, Українська Народна Республіка. Уряд Радянської Росії відмовився від визнання незалежності Української держави
- 1 січня 1919. Білорусь. Утворення Білоруської Соціалістичної Радянської Республіки (БСРР)
- 1 — 3 січня 1919. Україна. Франко-грецькі війська захопили Херсон та Миколаїв. Наступ відбито радянськими військами
- 18 січня 1919 — 21 січня 1920. Антанта. Паризька мирна конференція. Радянську Росію не запрошено
- січень 1919. Україна. Заявлено про приєднання ЗУНР до Української Народної Республіки й визнання уряду Директорії
- 5 лютого 1919. Україна. Червона армія вступила до Києва
- лютий — серпень 1919. Литва. Білорусь. Литовсько-Білоруська радянська Соціалістична Республіка (ЛітБєл)
- 21 березня 1919. Угорщина. Проголошення Угорської радянської республіки
- 4 квітня 1919. Польща. Литва. Польські війська Пілсудського захопили Вільно (Вільнюс), Мозир, Ліду, Барановичі
- квітень 1919. Східний фронт. Французька республіка виводить війська з Росії. Британські війська виведені з Закаспію
- 16 квітня — травень 1919. Румунське королівство, Угорщина. Наступ румунських військ
- 19 травня 1919. Естонія. Національний збір узаконив створення незалежної Естонської Республіки
- 28 червня 1919. Антанта. Версальський мирний договір з Німеччиною. Німеччина повертала Французькій республіці Ельзас-Лотарингію (в кордонах 1870 р.); Бельгії — округи Мальмеді та Ейпен, а також так звану нейтральну й прусську частини Морені; Польщі — Познань, частину Помор'я та інші території Західної Пруссії; м. Данціг (Гданськ) та його передмістя було оголошено «вільним містом»; м. Мемель (Клайпеда) передано у ведення держав-переможниць (у лютому 1923 р. — приєднано до Литви). У підсумку плебісциту частина Шлезвіга перейшла до Данії (1920 р.), частина Верхньої Силезії  — до Польщі (1921 р.), південна частина Східної Пруссії залишилася у Німеччини; до Чехословаччини відійшла невелика ділянка силезької території. Саар переходив на 15 років під управління Ліги Націй, а після того подальша доля Саара мала вирішуватися шляхом плебісциту. Вугільні шахти Саару було передано у власність Французької республіки. Вся німецька частина лівобережжя Рейну та смуга правого берега завширшки 50 км підлягали демілітаризації. Німеччина визнавала протекторат Французької республіки над Марокко та Великої Британії — над Єгиптом. В Африці Танганьїка стала підмандатною територією Великої Британії, район Руанда-Урунді — підмандатною територією Бельгії, «Кіонгський трикутник» (Південно-Східна Африка) було передано Португалії (названі території раніше складали Німецьку Східну Африку), Велика Британія і Французька республіка розділили Того й Камерун; Півд. АС отримав мандат на Південно-західну Африку. На Тихому океані як підмандатні території до Японської імперії відійшли острови на північ від екватора, які належали Німеччині, до Австралійського Союзу — Німецька Нова Гвінея, до Нової Зеландії — острови Самоа.
- 1 серпня 1919. Угорщина. Уряд Угорської радянської республіки пішов у відставку
- 10 вересня 1919. Антанта. Сен-Жерменський мирний договір з Австрією. Договір засвідчував розпад Австро-Угорської імперії й створення на її теренах Австрійської республіки, Угорщини, Чехословаччини, Сербо-Хорвато-Словенської держави (з жовтня 1929 — Югославія).

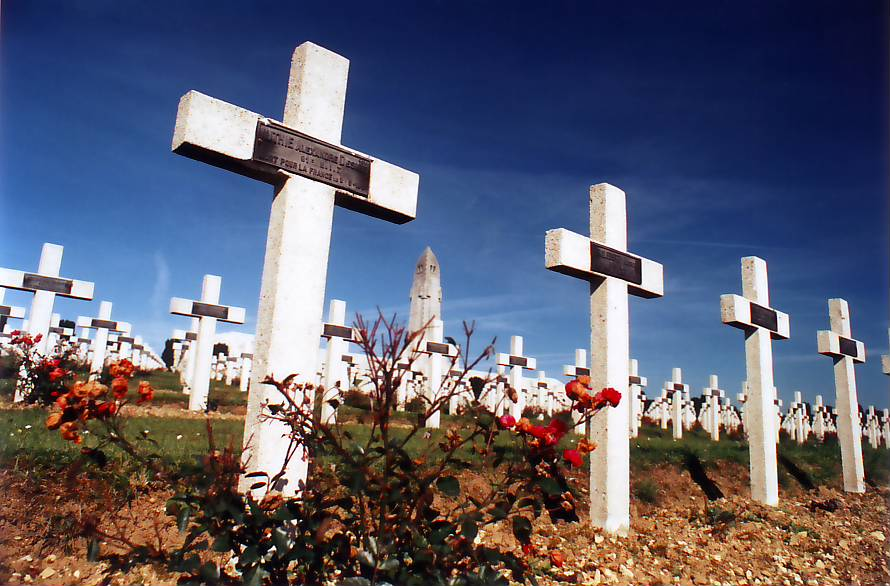
Французьке військове кладовище в кост'ї Дуомон, на якому покояться останки понад 130 000 невідомих солдатів

- Французьке військове кладовище в кост'ї Дуомон, на якому покояться останки понад 130 000 невідомих солдатів27 листопада 1919. Антанта. Нейїський мирний договір з Болгарією. Болгарія позбулася частини територій
- 6 грудня 1919. Східний фронт. Британський міністр закордонних справ Джордж Керзон оповістив план розмежування, згідно з яким східний кордон Польщі мав пролягти уздовж лінії приблизного етнічного розселення: поляків — на заході; литовців, білорусів та українців — на сході
- 2 лютого 1920. Радянська Росія, Естонія. У Тарту підписано мирний договір між РРФСР та Естонською республікою
- 25 квітня 1920. Україна. Польсько-радянська війна. Наступ польсько-українських військ, які 6 травня вступили до Києва
- 14 травня 1920 Україна Контрнаступ радянських військ, які 12 липня вступили до Києва
- 4 червня 1920. Антанта. Тріанонський мирний договір з Угорщиною. За договором до Королівства Румунія було приєднано Трансільванію й східну частину Банату; до Королівства сербів, хорватів і словенців — Хорватію, Бачку та західну частину Банату; до Чехословаччини — Словаччину й Закарпатську Україну
- 12 липня 1920. Радянська Росія, Литва. Мирний договір
- 10 серпня 1920. Антанта. Севрський мирний договір з Османською імперією. Згідно з угодою, Палестина та Ірак передавалися Великій Британії, Сирія та Ліван — Франції (як підмандатні території). Османська імперія відмовлялася від усяких домагань на Аравійський півострів і країни Північної Африки, визнавала британський протекторат над Єгиптом, британську анексію Кіпру, передавала Італії Додеканеські острови. Східна Фракія та Едірне (Адріанополь), Галліпольський півострів передавалися Греції; зона проток підлягала повному роззброєнню і переходила під контроль створеної Антантою міжнародній Комісії проток. Від Османської імперії відділявся Курдистан, кордони якого мали бути визначені британо-франко-італійською комісією
- 11 серпня 1920. Радянська Росія, Латвія. У Ризі підписано мирний договір між РРФСР й Латвійською державою
- 13 — 25 серпня 1920. Польща. Розгром радянських військ під Варшавою («диво на Вислі»)
- 9 — 12 жовтня 1920. Литва. Польські війська вступили до Вільнюса. Проголошення держави «Серединна Литва». За плебісцитом 8 січня 1922 р. Віленську область передано Польщі
- 18 березня 1921. Радянська Росія, Польща. Ризький мирний договір

## Другорядні театри військових дій

### Африканські кампанії
Деякі з перших сутичок війни сталися між британськими, французькими і німецькими колоніальними військами в Африці. 7 серпня французькі й британські війська вдерлися до німецького протекторату Тоголанд. 10 серпня німецькі сили в Південно-західній Африці напали на Південну Африку. Жорстока боротьба продовжувалася тут до кінця війни.

### Азія і Тихий океан
30 серпня Нова Зеландія захопила Західне Самоа (пізніше — Німецьке Самоа). 11 вересня Австралійський Воєнно-морський Експедиційний Корпус висадився на острові Нью Поммерн (пізніше — Нова Британія), який був частиною Німецької Нової Гвінеї. Японія захопила німецькі колонії в Мікронезії і, після Битви при Циндао, німецький порт для завантаження вугілля на Шаньдунському півострові в Китаї. Протягом декількох наступних місяців союзні війська захопили всі німецькі території в Тихому океані.

## Українські землі у війні
1 серпня 1914 року розпочалася перша світова війна. Україна не залишалась осторонь цієї трагедії. Значна територія її опинилася в прифронтовій смузі, а в Королівстві Галичини та Володимирії, Герцогстві Буковина, Прикарпатті розгорнулися бойові дії. Тим більше, що землі України стали центром територіальних зазіхань з боку протиборчих сторін; Російської імперії та Австро-Угорської імперії, далекосяжні плани щодо України мала кайзерівська Німецька імперія.
Неоднозначно зустріла звістку про війну громадськість цих регіонів: одна частина українства була схильна підтримувати Російську імперію, друга — Австро-Угорщину. За підрахунками істориків, у Першій світовій по обидва боки фронту — з боку Російської та Австро-Угорської імперій — воювали приблизно 4,5 мільйона українців. У російській армії нараховувалося 4 млн українців, в австрійській — близько 500 тис. Українці, мобілізовані в армії цих країн, вимушені були битися один проти одного. В російській армії не було створено жодного українського національного формування. Тобто 4 млн мобілізованих українців були розпорошені по всіх фронтах. А ось в австрійській армії було одне українське національне формування — це легіон Українських січових стрільців, вихідців з Галичини та інших західноукраїнських земель, що перебували у складі Австро-Угорської монархії.

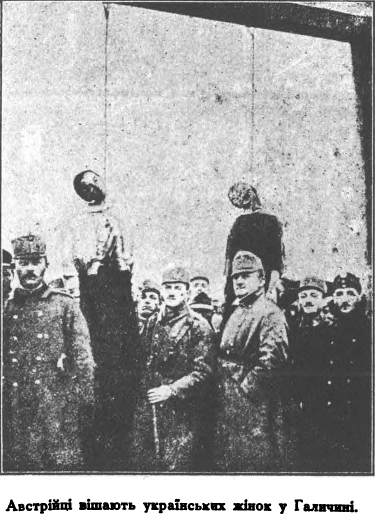
Австрійці вішають українок, Перша світова війна, 1914—1916 рр.

Держави, в інтересах яких проливали свою кров українці, мали агресивні плани щодо України, ігнорували українські національні інтереси, прагнули використати воєнне становище, щоб назавжди покінчити з національно-визвольним рухом українців:
- Австро-Угорщина мала намір приєднати до своїх володінь Волинь і Поділля.
- Німеччина прагнула створити у ході війни Пангерманський союз, залучивши до нього і Україну.
- Царська Росія планувала приєднати до імперії західну Україну.

У серпні 1914 року у Львові було утворено міжпартійний блок — Головну Українську Раду, яка виступила ініціатором формування українських військових частин на боці Австрії. З українців Королівства Галичини та Володимирії було утворено легіон Українських січових стрільців, який взяв участь у військових діях в районі Стрия, на Ужоцькому перевалі в Карпатах, пізніше він воював на Поділлі.
Одночасно група емігрантів зі сходу України (Д. Донцов, В. Дорошенко, М. Меленевський) створили у Відні «Союз визволення України», який поставив за мету боротьбу за створення самостійної України і вважав доцільним для досягнення цієї мети співробітництво з Німецькою імперією та Австро-Угорською імперією.
У Наддніпрянській Україні члени Товариства українських поступовців створили Комітет Південно-Західного фронту Всеросійського союзу земств і міст, у складі якого працювали А. Ніковський, Д. Дорошенко, А. Вязлов. У 1916 р. С. Петлюру було призначено помічником уповноваженого Союзу земств на Західному фронті.
По-різному поставились до війни політичні партії: місцеві організації загальноросійських партій підтримали війну (крім більшовиків). Таку ж позицію зайняли українські політичні партії — ТУП, «Спілка». Українська соціал-демократична партія з питань війни не змогла виробити єдину тактику: група членів на чолі з С. Петлюрою виступили на підтримку імператорського уряду у війні; деякі інші на чолі з В. Винниченком засудили війну; ще одна частина на чолі з В. Дорошенком підтримала австро-угорсько-німецький союз. Позиція політичних партій в Австро-Угорській імперії була однозначною: вони активно підтримували австро-угорський уряд у війні з Російською імперією.
В 1914 р. воєнні дії проходили на території Королівства Галичини та Володимирії. Там розгорнувся наступ російської армії, яка захопила Львів, Чернівці, Перемишль та інші міста. В 1915 р. розпочався контрнаступ німецьких та австро-угорських військ, російські війська змушені були відступити. Однак у березні 1916 року командувачем Південно-Західного фронту було призначено генерала Брусилова, який знову розпочав успішний наступ російських військ у Карпатах, відомий як «брусиловський прорив», внаслідок чого імператорська армія захопила Чернівці, Коломию, Луцьк.
Волинь виявилася одним із ключових регіонів, де тривали бої. На берегах річка Стохід з червня 1916 по серпень 1917 року проходила лінія зіткнення. Російські війська безуспішно атакували укріплені позиції австро-угорських корпусів. Бої в історіографії отримали назву «Стохідна м'ясорубка».
На західних окупованих територіях України було створено генерал-губернаторство на чолі з графом Г. Бобринським, який повів політику репресій та гонінь проти українства: закривались українські видання, переслідувались греко-католики, заарештували і вислали до Суздаля митрополита А. Шептицького. Навіть консерватор П. Мілюков змушений був визнати політику імператорського уряду на західних територіях України як «європейський скандал». Але і австро-угорська адміністрація зі вступом на ці терени вдавалася до нових репресій проти тих, хто, на її погляд, симпатизував Російській імперії: десятки тисяч українців опинились у концентраційних таборах — Талергоф, Терезієштадт, Гмюнді.
Війна негативно вплинула на господарство України; скоротилось промислове виробництво, особливо в харчовій та легкій галузях, значна частина території постраждала від бойових дій, скоротилися посівні площі, знизився життєвий рівень населення, зростала кількість людських втрат. Наслідком цього, було наростання економічної кризи та соціального невдоволення.
Війна ще більше загострила наявні суперечності в російському суспільстві й підштовхнула його до нової революції.

## Нововведення Першої світової війни
- Сталеві каски
- Окопи
- Колючий дріт (на полі бою)
- Кулемет
- Військова авіація
- Підводні човни (масово)
- Хімічна зброя
- Танки
- Снайпери
- Зенітні кулемети

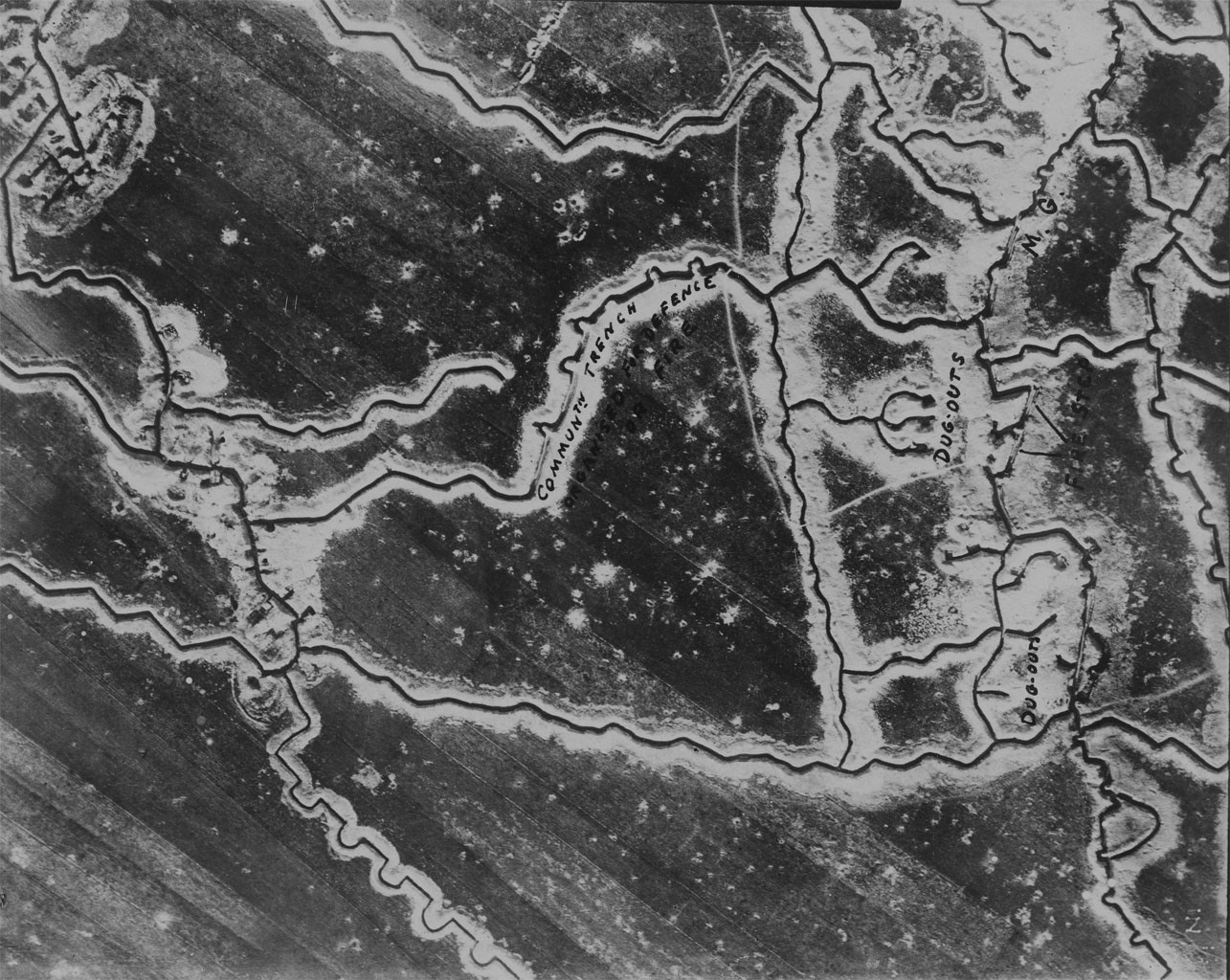
Системи окопів під час Першої світової.

Військова тактика на початку Першої світової війни була не в силі йти в ногу з прогресом технологій. Війна, через свій позиційний характер, призвела до появи нових та розширення використання старих методів ведення бойових дій. Нові технології дозволили будівництво масивних захисних споруд, через які застаріла тактика не могла прорватися. Колючий дріт був вагомою перешкодою для масованих проходів піхоти; артилерія, значно більш смертельна ніж в 1870-х, разом з кулеметами робили перетинання відкритих просторів справжнім жахіттям.
Німці запровадили використання отруйного газу (у квітні 1915 року німці вперше використали хлорний газ, порушивши Гаазьку Конвенцію), що невдовзі стало звичним для обох сторін, попри те, що це ніколи не приносило перемоги у битві. Наслідки його застосування були справді страхітливими: вони спричиняли повільну і болісну смерть — це стало одним з найбільших жахів війни, що закарбувалися в людській пам'яті. Командувачі з обох сторін були не в змозі виробити тактику для того, щоб прориватися через вкриті окопами позиції без масових жертв. Технологічний процес, втім, почав приносити нове озброєння для атаки. Танк був військовим винаходом британців, створеним щоб порушити стан безвиході траншейної війни. І Велика Британія, і Франція були його першими користувачами; німці використовували захоплені союзницькі танки і частину їхнього власного проєктування.

## Статистика Першої світової війни

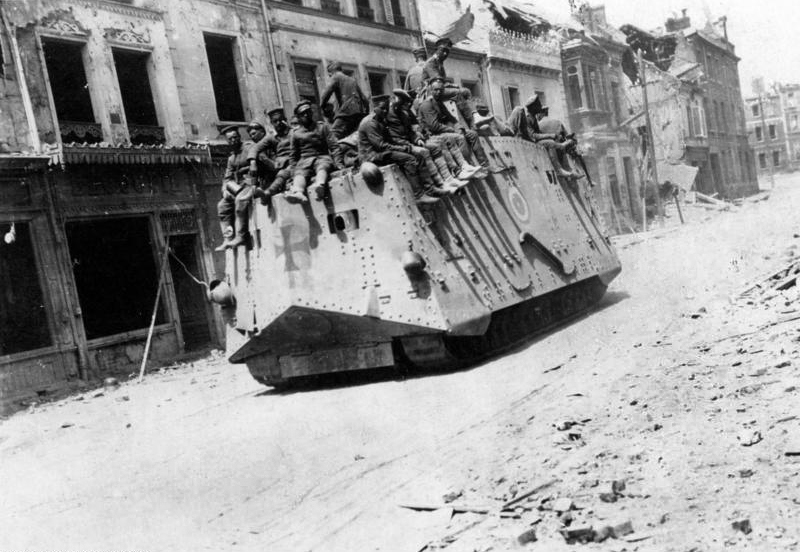
Німецький танк у Франції, 1918

- За роки Першої світової було призвано близько 74 млн чоловіків.
- Довжина фронтів сягала 2,5-4 тисяч кілометрів.
- Близько 10 млн чоловік загинуло і 10 млн було поранено.
- Війна йшла на східному і західному фронтах, на Середньому Сході, в Африці (Пауль фон Леттов-Форбек) і на морі.
- Росія вийшла з неї через революцію 1917 р.
- Війна формально була завершена Версальським мирним договором.

## Дезертирство

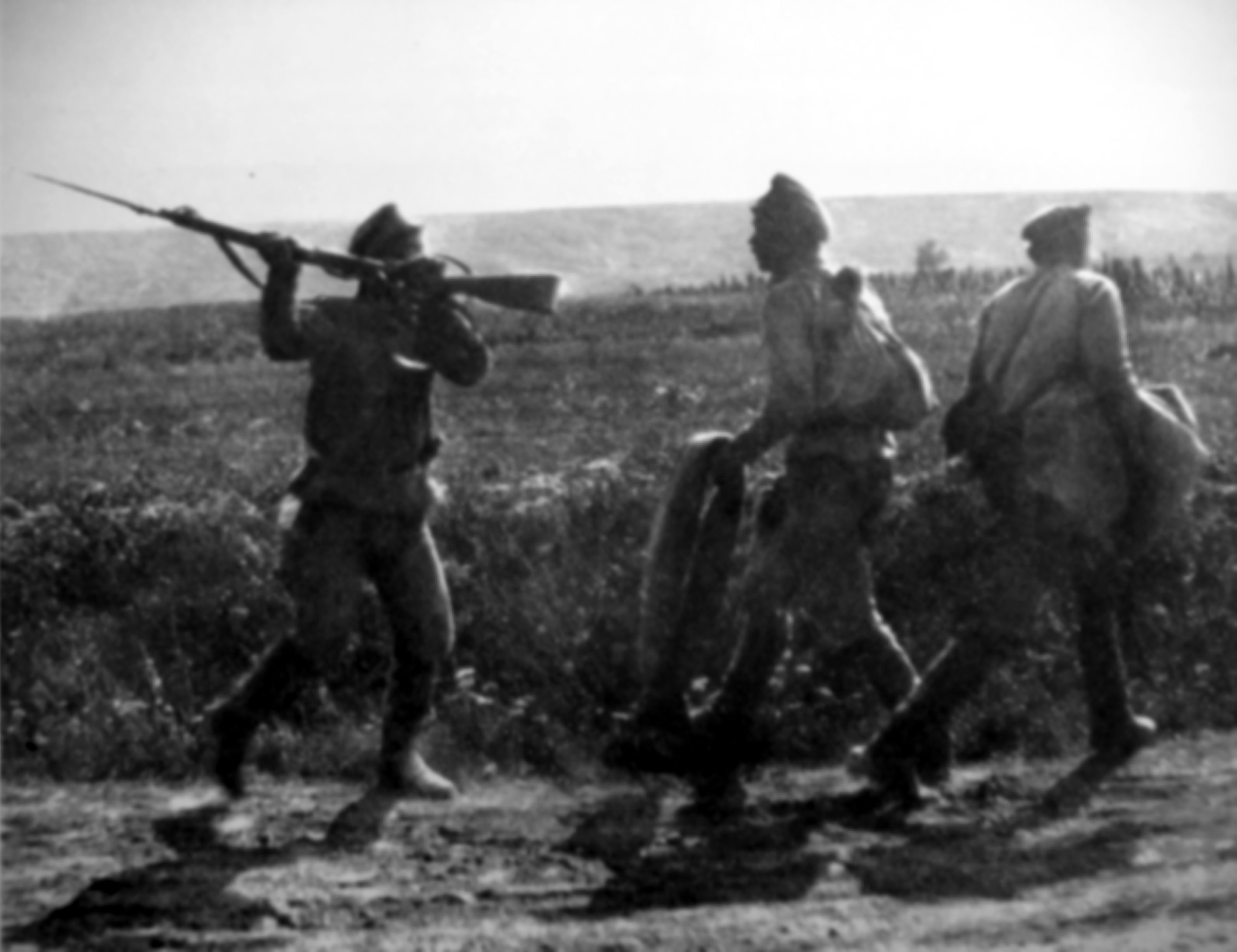
Російський солдат намагається зупинити дезертирів

У жодній з воюючих армій у Першій світовій війні не було такого числа дезертирів, як у російській. Селяни, з яких на 90 % складалася армія (в більшості з неписьменних або малограмотних), не розуміли, за що їм воювати. Масове дезертирство почалося просто з перших днів війни. У вересні 1914 року командувач Південно-Західного фронту М. Іванов відзначав, що солдати масами тікали з потягів, які йшли на фронт. За оцінкою начальника штабу Південно-Західного фронту М. Алексєєва, з поїздів дезертирували 20 % нижніх чинів. Солдати стрибали з поїздів на ходу, навіть попри постріли охорони.
Взимку 1914-15 рр. вже влада була стурбована дезертирством з фронту. Наприклад, тільки на залізницях Південно-Західного фронту за один місяць, з 15 грудня 1914 по 15 січня 1915 року, затримали 12 872 особи.
Вже навесні 1916 роки тільки на Південно-Західному фронті затримували 5-7 тис. дезертирів на місяць. Хвиля дезертирства наростала, з осені 1916 року вона стала особливо потужною і не слабшала аж до кінця війни. Взимку 1915—1916 виникло нове явище: втечі з санітарних поїздів легко поранених, які або втікали до себе в села, або до великих міст. Великі загони дезертирів з'явилися під Москвою у вересні 1916 року.
Тільки за офіційними даними військових і жандармських установ на фронті і по дорозі з фронту були затримані 420 тис. осіб, ще близько 800 тис. втекли, коли прямували на фронт, або втекли з фронту і не були спіймані жандармами і виявилися глибоко в тилу. Тільки в селах уже за радянської влади, коли почали ставити на військовий облік, дезертирами Першої світової війни оголосило себе близько 300 тис. осіб.
Усього дезертирів у російській армії виявилося близько 1,2 млн вояків. Для порівняння, за весь час війни в німецькій армії — 35-45 тис. солдатів, а в британській — 35 тис.

## Меморіали жертвам Першої світової війни

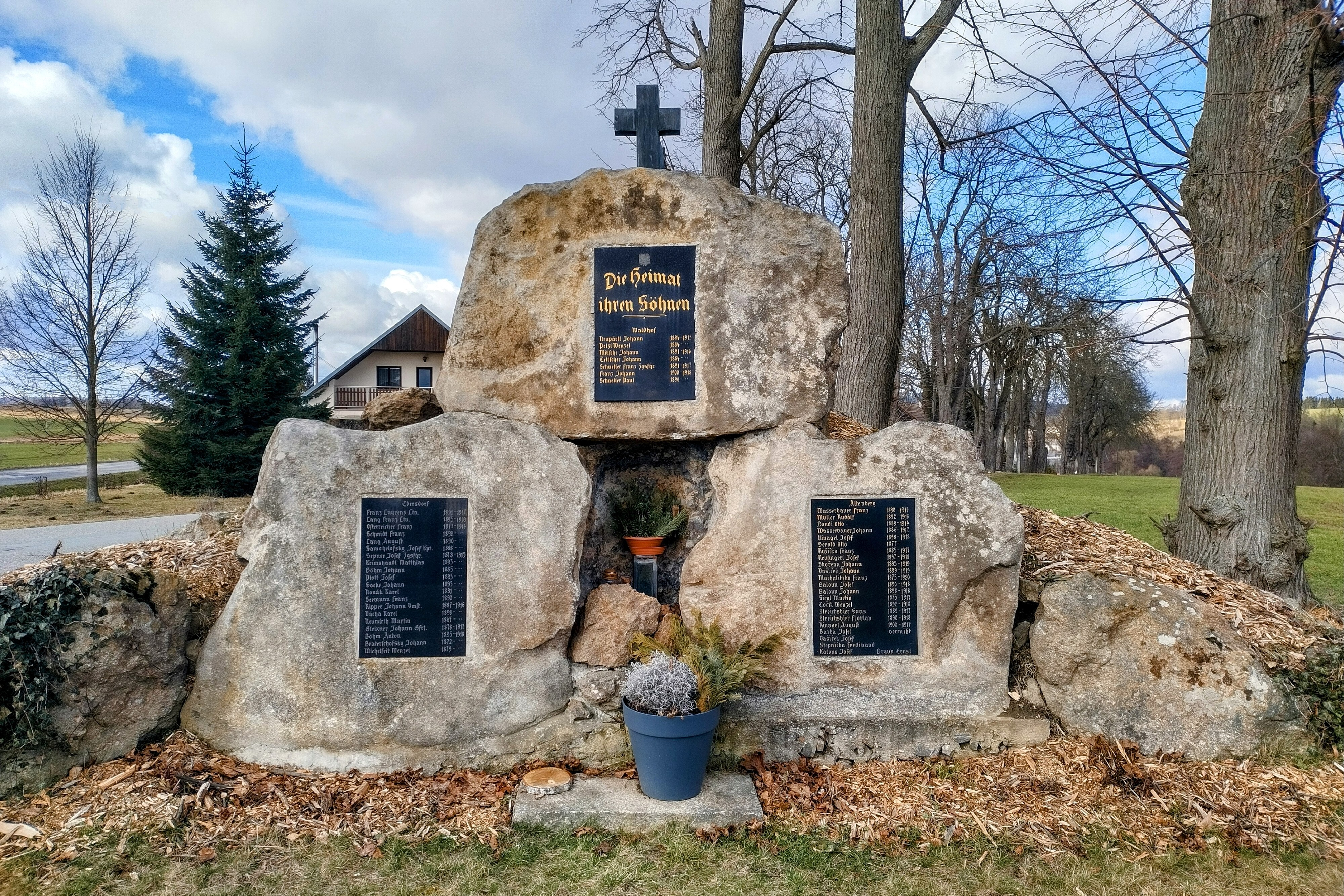
Гібралек (Чехія)
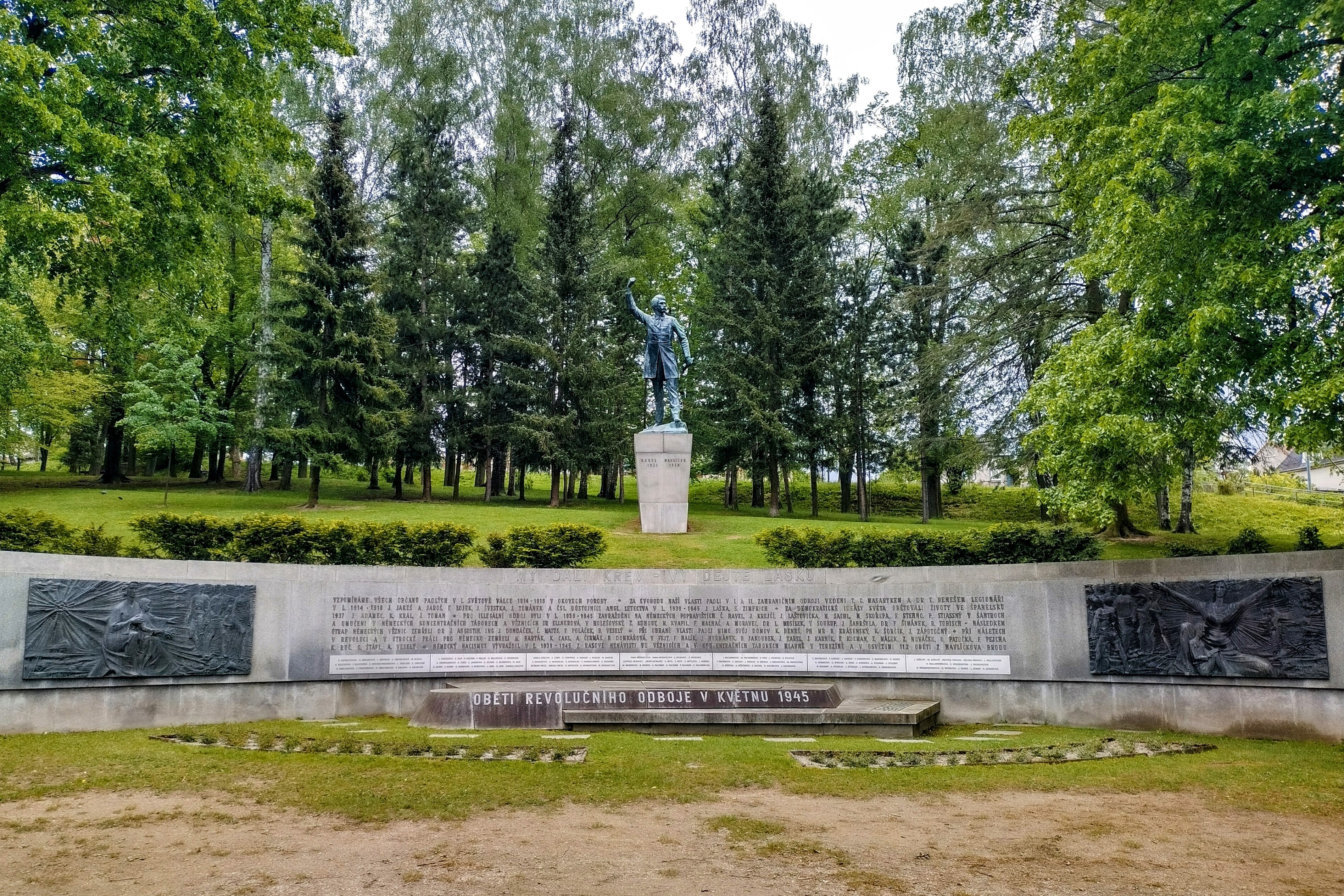
Гавличкув-Брод
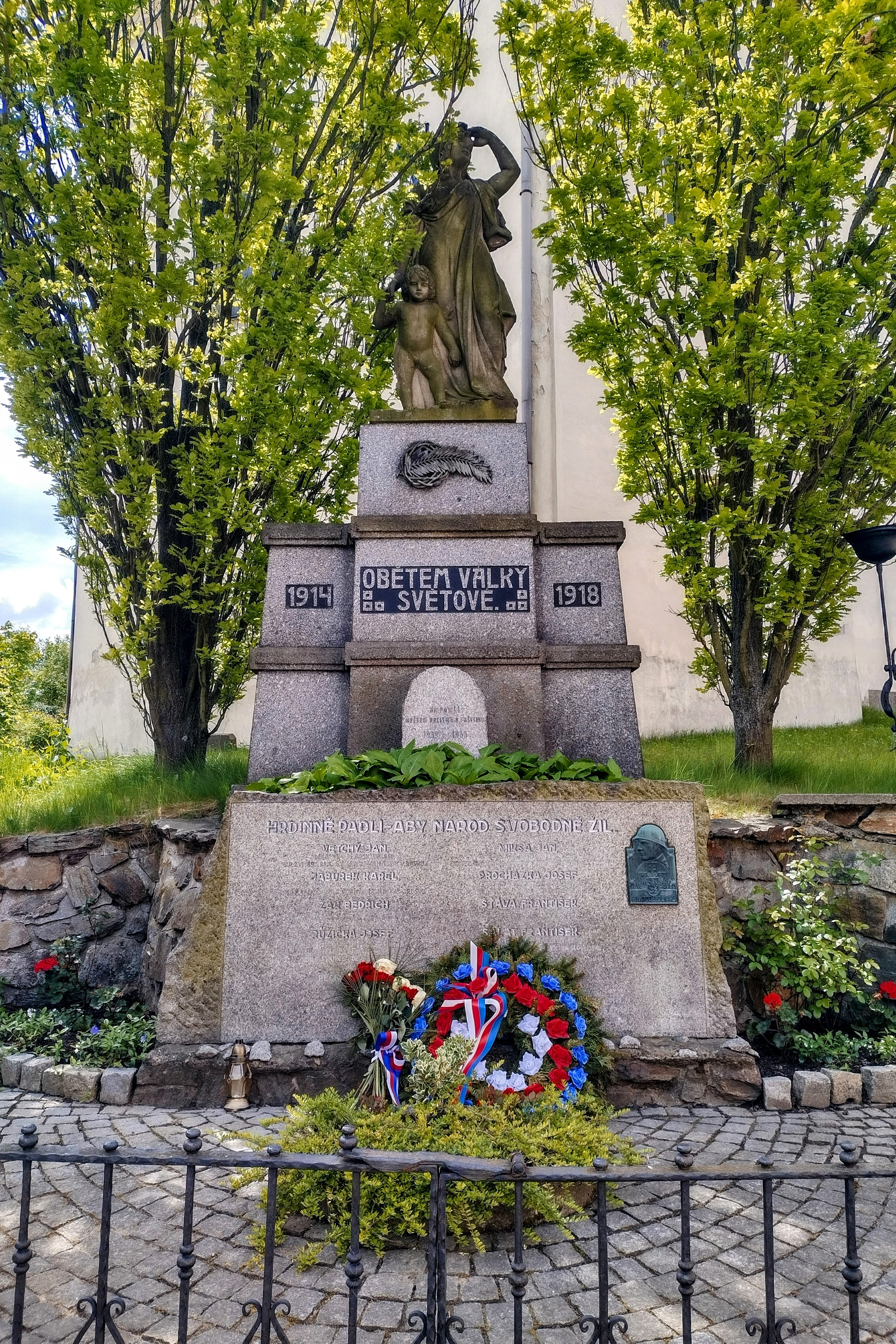
Бртніце (Чехія)
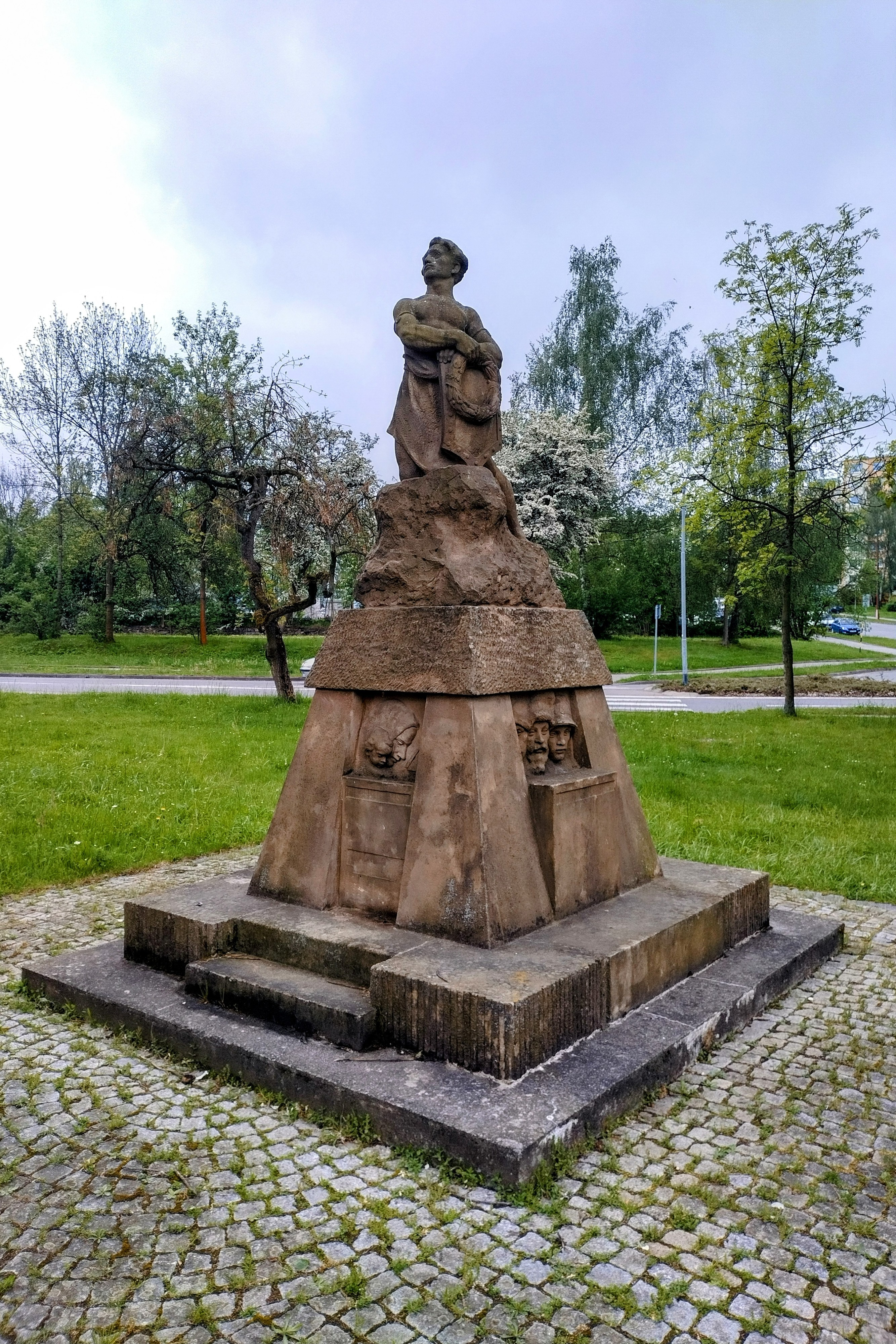
Ждяр-над-Сазавою,  у сквері по вул. Садовій
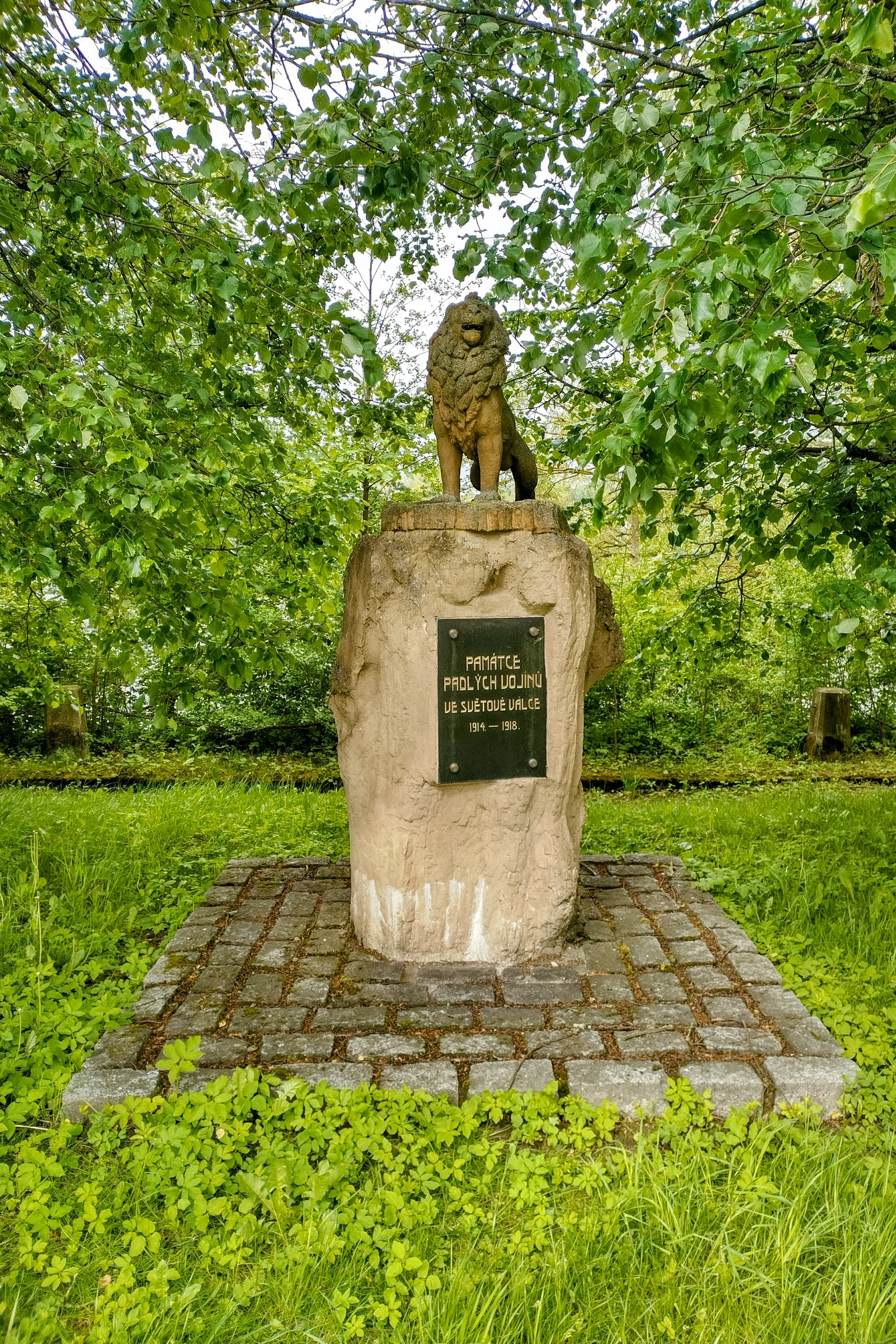
Ждяр-над-Сазавою, біля замку
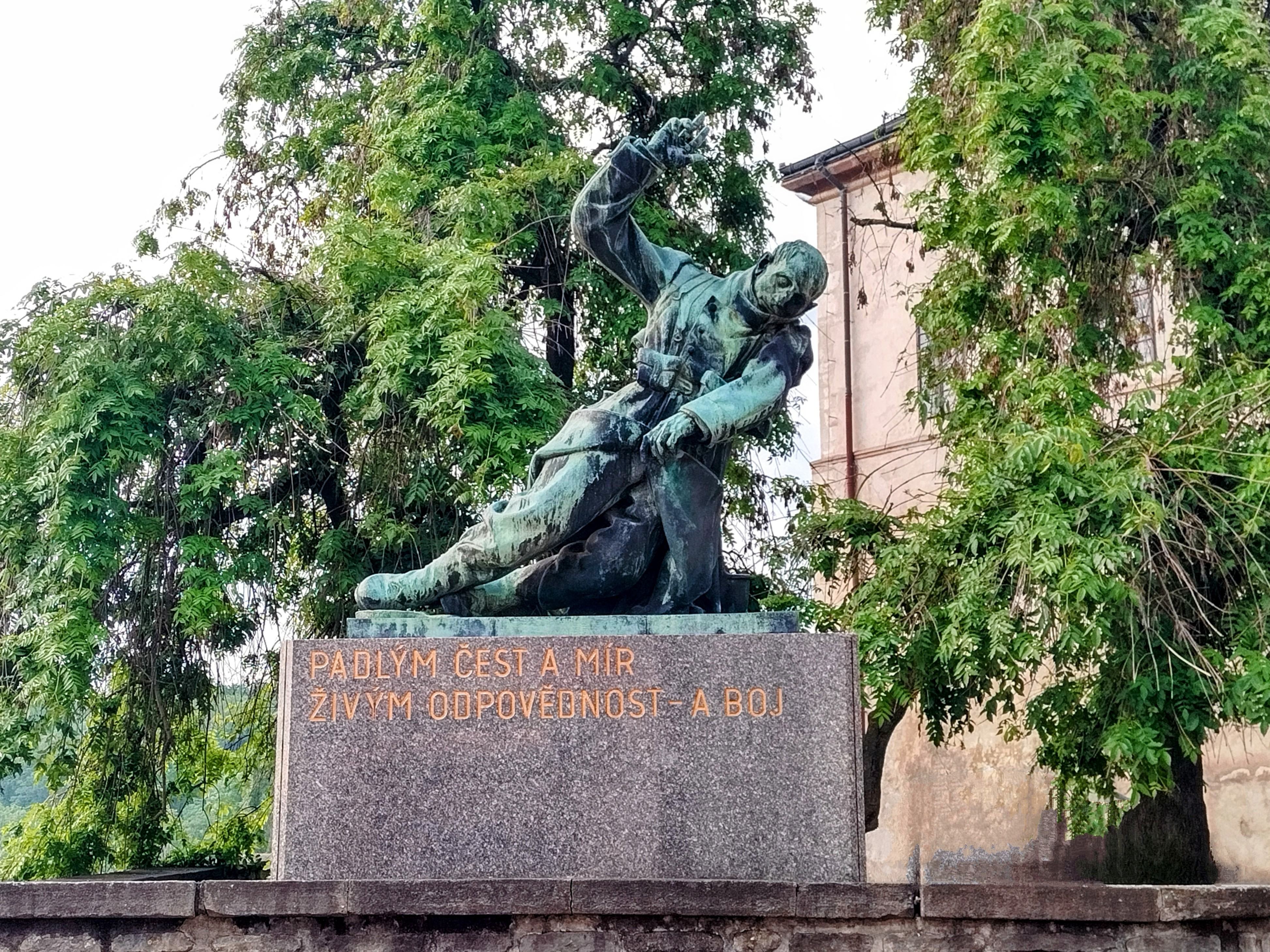
Кутна Гора

## Зауваження
1. ↑  Російська імперія — 1914–1917, Російська республіка — 1917. Більшовики підписали сепаратний мирний договір після захоплення влади унаслідок Жовтневої революції в листопаді 1917-го.
2. ↑  Помер 1916 року від пневмонії, трон успадкував Карл I
3. ↑  Помер у липні 1918 року, наступником став Мехмед VI